# Liste der Biografien/Hey
Liste der Biografien |
Portal Biografien |
Personensuche
# |
A |
B |
C |
D |
E |
F |
G |
H |
I |
J |
K |
L |
M |
N |
O |
P |
Q |
R |
S |
T |
U |
V |
W |
X |
Y |
Z |
?
 
Ha |
Hd |
He |
Hi |
Hj |
Hk |
Hl |
Hm |
Hn |
Ho |
Hr |
Hs |
Ht |
Hu |
Hv |
Hw |
Hy
 
Hea |
Heb |
Hec |
Hed |
Hee |
Hef |
Heg |
Heh |
Hei |
Hej |
Hek |
Hel |
Hem |
Hen |
Heo |
Hep |
Heq |
Her |
Hes |
Het |
Heu |
Hev |
Hew |
Hex |
Hey |
Hez
Die Liste der Biografien führt alle Personen auf, die in der deutschsprachigen Wikipedia einen Artikel haben. Dieses ist eine Teilliste mit 738 Einträgen von Personen, deren Namen mit den Buchstaben „Hey“ beginnt.

## Hey
- Hey Groves, Ernest William (1872–1944), britischer Chirurg
- Hey, Antoine (* 1970), deutscher Fußballspieler und -trainer
- Hey, Arno (1964–2014), deutscher Kunstschmied und Bildhauer
- Hey, August (1897–1978), deutscher Politiker (KPD)
- Hey, Bernd (1942–2011), deutscher Historiker und Archivar
- Hey, David (1938–2016), britischer Historiker
- Hey, Felix Christopher (* 1963), deutscher Rechtswissenschaftler
- Hey, Gustav (1847–1916), deutscher Slawist, Ortsnamen- und Siedlungsforscher
- Hey, Hans A. (* 1934), deutscher Unternehmensberater und Vertriebstrainer
- Hey, Helmut (* 1951), deutscher Politiker (SPD)
- Hey, Hendrik (* 1965), deutscher Journalist, Fernsehmoderator und Produzent
- Hey, James Stanley (1909–2000), britischer Radioastronom
- Hey, Johanna (* 1970), deutsche Juristin, Professorin für Steuerrecht, Direktorin des Instituts für Steuerrecht an der Universität KölnJohanna Hey (* 1970)

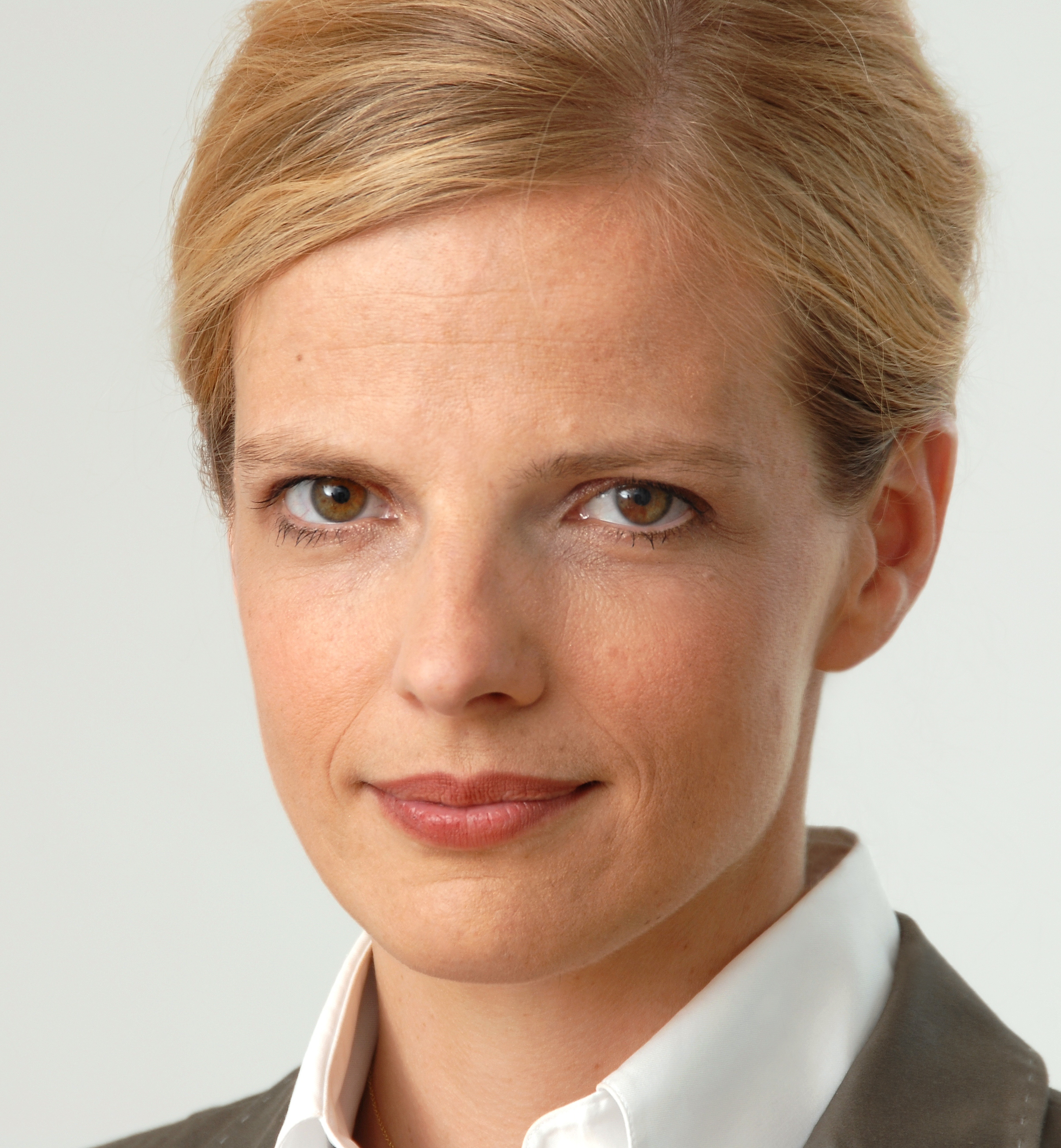
Johanna Hey (* 1970)

- Hey, Jonny (* 1949), deutscher Fußballspieler und -funktionär
- Hey, Julius (1832–1909), deutscher Gesangslehrer und Musikpädagoge
- Hey, Karl Heinz (* 1924), deutscher Radrennfahrer
- Hey, Lucas (* 2003), dänischer Fußballspieler
- Hey, Matthias (* 1970), deutscher Politiker (SPD), MdL
- Hey, Max (1904–1984), britischer Mineraloge, Chemiker und Kristallograph
- Hey, Oskar (1866–1943), deutscher Gymnasiallehrer und Klassischer Philologe
- Hey, Paul (1867–1952), deutscher Maler, Illustrator und Grafiker
- Hey, Peter (1914–1994), österreichischer Schauspieler, Conferencier und Kabarettist
- Hey, Richard (1926–2004), deutscher Kriminalschriftsteller und Hörspielautor
- Hey, Rolf (1892–1940), deutscher Rechtsmediziner und Hochschullehrer
- Hey, Siegfried (1875–1963), deutscher Diplomat
- Hey, Virginia (* 1952), australische SchauspielerinVirginia Hey (* 1952)

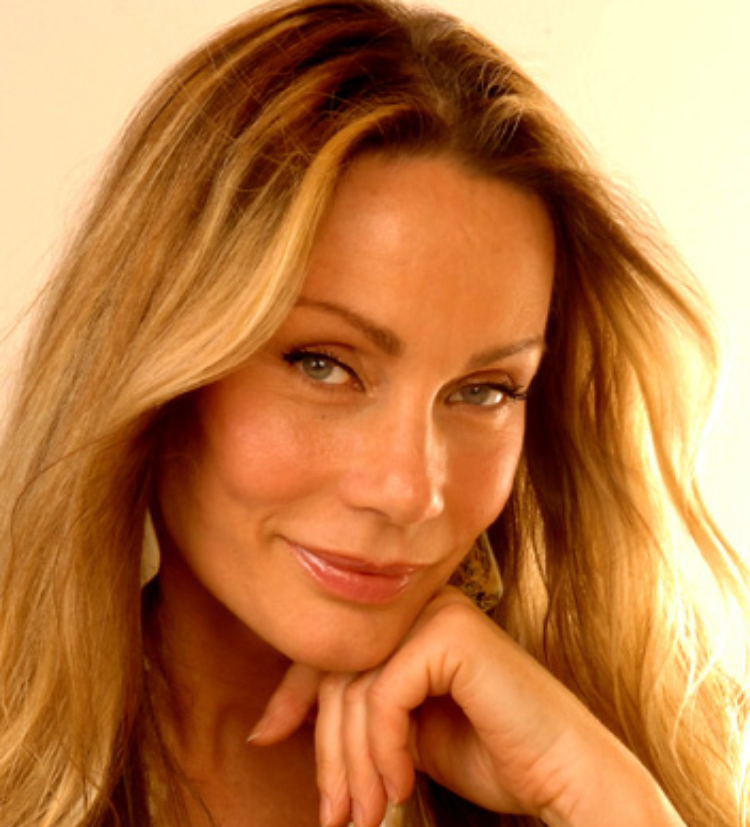
Virginia Hey (* 1952)

- Hey, Wilhelm (1789–1854), deutscher Pfarrer, Lied- und Fabeldichter
- Hey, Wilhelm (1840–1921), deutscher Orgelbauer und Unternehmer
- Hey, Wolfgang (* 1940), deutscher Politiker (SPD) und Schriftsteller
- Hey-Hawkins, Evamarie (* 1957), deutsche Chemikerin und Professorin für Anorganische Chemie an der Universität Leipzig

### Heya
- Heyartz, Karin (* 1970), deutsche Fußballspielerin

### Heyb
- Heybətov, Əşrəf (* 1951), aserbaidschanischer Maler und Künstler
- Heybeek, Catharina (1764–1810), niederländische Journalistin und Herausgeberin
- Heyberger, Bernard (* 1954), französischer Historiker
- Heyberger, Gregor (1841–1905), Zeichenlehrer, Bildhauer, Professor an der städtischen gewerblichen Fortbildungsschule in Ulm
- Heyberger, Werner (1880–1914), Architekt
- Heyblom, Alix (* 2004), deutsch-französische Schauspielerin
- Heyboer, Anton (1924–2005), niederländischer Maler und Grafiker
- Heyboer, Laura (* 1989), US-amerikanische Fußballspielerin
- Heybrock, Eckhard (* 1957), deutscher Wissenschaftsautor und Physiker
- Heyburn, Weldon (1903–1951), US-amerikanischer Schauspieler
- Heyburn, Weldon B. (1852–1912), US-amerikanischer Politiker

### Heyc
- Heyck, Eduard (1862–1941), deutscher Kulturhistoriker, Schriftsteller und Dichter
- Heyck, Hans (1891–1972), deutscher Schriftsteller
- Heyck, Wilhelm von († 1508), deutscher Geistlicher, Prokurator und Generalvisitator der Benediktiner
- Heyckendorf, Helene (1893–1945), deutsche Kommunistin und Widerstandskämpferin gegen den Nationalsozialismus
- Heyckendorf, Max (1896–1979), deutscher kommunistischer Widerstandskämpfer gegen den Nationalsozialismus
- Heycock, Charles (1858–1931), englischer Chemiker
- Heycock, Llewellyn, Baron Heycock (1905–1990), britischer Politiker

### Heyd
- Heyd, Elisabeth (1876–1957), deutsche liberale Politikerin
- Heyd, Heinrich (1849–1913), deutscher Lehrer und Lehrervertreter
- Heyd, Karl Friedrich von (1788–1873), deutscher Verwaltungs- und Justizbeamter und Parlamentarier
- Heyd, Kurt (1906–1981), deutscher Journalist
- Heyd, Ludwig Daniel (1743–1801), deutscher Hofbildhauer
- Heyd, Ludwig Friedrich (1792–1842), deutscher evangelischer Pfarrer und Autor landesgeschichtlicher Werke
- Heyd, Paris (* 1990), deutsch-neuseeländischer Eishockeyspieler
- Heyd, Reinhard (* 1956), deutscher Betriebswirtschaftler und Unternehmer
- Heyd, Theresa (* 1980), deutsche Anglistin
- Heyd, Werner P. (1920–1996), schwäbischer Journalist und Buchautor
- Heyd, Wilhelm (1823–1906), deutscher Bibliothekar und Historiker
- Heyd-Burkart, Rosemarie (1905–2002), deutsche Romanistin

#### Heyda
- Heyda, Ernst (* 1910), deutscher Verleger, Schriftsteller und Übersetzer
- Heyda, Wolfgang (1913–1947), deutscher U-Boot-Kommandant während des Zweiten Weltkriegs
- Heydari, Khosro (* 1983), iranischer Fußballspieler
- Heydərov, Hidayət (* 1997), aserbaidschanischer Judoka
- Heydərov, Kəmaləddin (* 1961), aserbaidschanischer Staatsmann, Katastrophenschutzminister Aserbaidschans

#### Heyde
- Heyde, Anja (* 1976), deutsche Journalistin und FernsehmoderatorinAnja Heyde (* 1976)

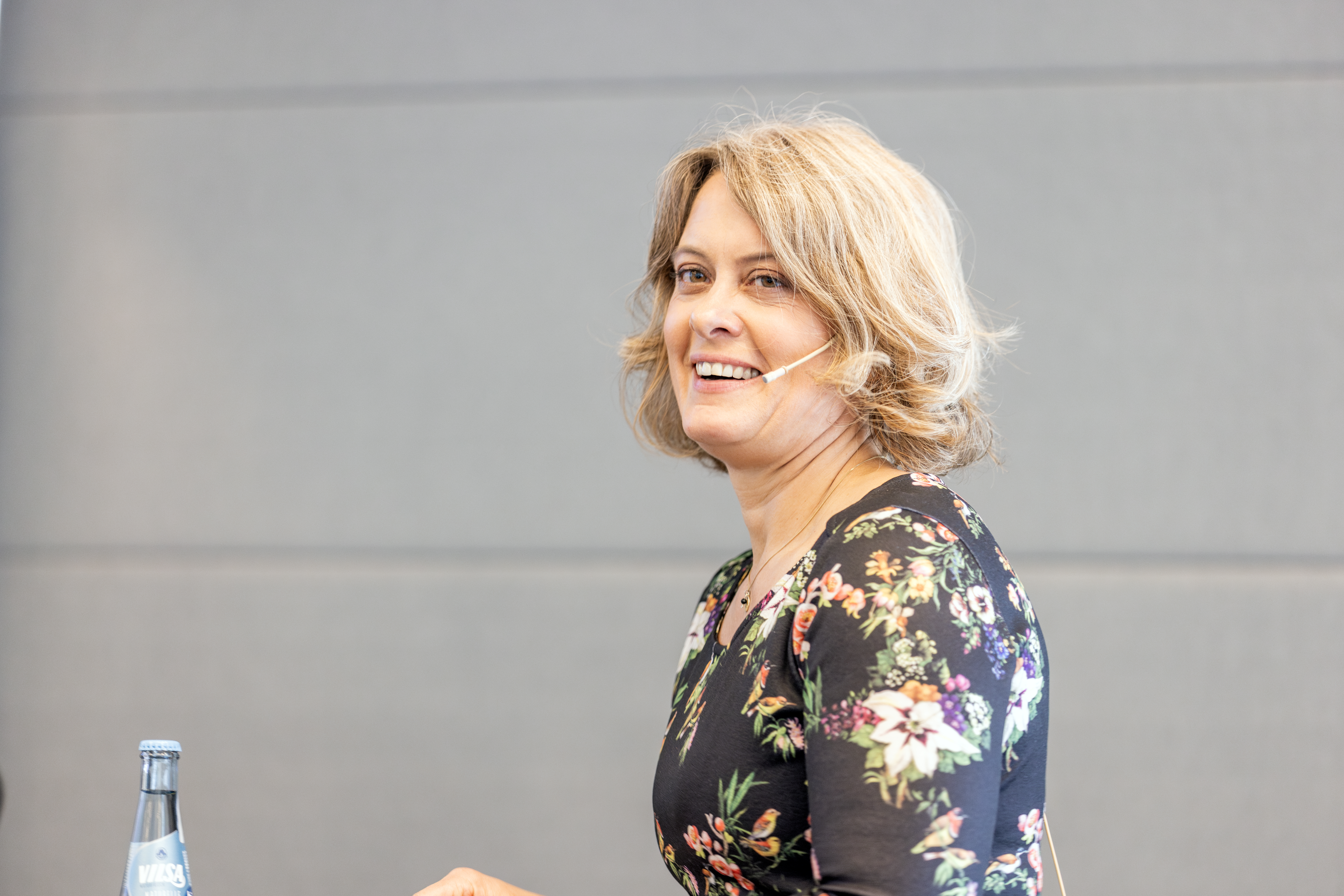
Anja Heyde (* 1976)

- Heyde, Annette von der (* 1963), deutsche Journalistin
- Heyde, Anton de, niederländischer Arzt
- Heyde, Conrad von der, preußischer Land- und Justizrat
- Heyde, Erich von der (1900–1984), deutscher Agrarwissenschaftler und Angeklagter während der Nürnberger Prozesse
- Heyde, Georg Moritz (1810–1886), deutscher Stenograf
- Heyde, Gustav von der (1785–1863), preußischer Generalleutnant
- Heyde, Gustav von der (1834–1891), deutsch-neuseeländischer Geschäftsmann und Politiker
- Heyde, Heinrich Sigismund von der (1703–1765), deutscher Offizier und Festungskommandant
- Heyde, Heinrich-Sigismund von der (1896–1944), deutscher Offizier in der Luftwaffe der Wehrmacht
- Heyde, Henning von der, deutscher Bildschnitzer und Maler
- Heyde, Hermann von der (1857–1942), preußischer Generalleutnant im Ersten Weltkrieg
- Heyde, Johannes Erich (1892–1979), deutscher Philosoph und Psychologe
- Heyde, Jörg Auf der (1934–1989), deutscher Jurist und Fußballfunktionär
- Heyde, Jürgen (* 1965), deutscher Historiker
- Heyde, Klaus von der (* 1940), deutscher Jurist und Bankkaufmann
- Heyde, Kris (1942–2024), belgischer Physiker
- Heyde, Lilly (1868–1928), deutsche Pädagogin
- Heyde, Ludwig (1888–1961), deutscher Sozialwissenschaftler, Soziologe und Nationalökonom
- Heyde, Maria (1837–1917), Missionarin der Herrnhuter Brüdergemeine
- Heyde, Nils von der (* 1938), deutscher Journalist
- Heyde, Philipp (1815–1883), Bürgermeister und Abgeordneter
- Heyde, Thomas Christoph (* 1973), deutscher Komponist, Medienkünstler und Kurator
- Heyde, Werner (1902–1964), deutscher Psychiater, Professor und Leiter der medizinischen Abteilung der nationalsozialistischen „Euthanasie“-Zentrale
- Heyde, Wilhelm von der (1885–1972), deutscher Politiker (SPD), MdL
- Heydebrand und der Lasa, Ernst von (1851–1924), deutscher Politiker, MdR und Führer der Deutschkonservativen Partei
- Heydebrand und der Lasa, Ernst von (1884–1963), deutscher Jurist und Reichsrichter
- Heydebrand und der Lasa, Ernst Wilhelm Christian von (1745–1819), preußischer Rittmeister und Landrat
- Heydebrand und der Lasa, Georg von (1852–1901), deutscher Verwaltungsjurist in Preußen
- Heydebrand und der Lasa, Heinrich von (1790–1868), preußischer Generalmajor
- Heydebrand und der Lasa, Heinrich von (1861–1924), deutscher Gutsbesitzer und Politiker
- Heydebrand und der Lasa, Leopold von (1754–1808), preußischer Major und Ritter des Ordens Pour le Mérite
- Heydebrand und der Lasa, Oskar von (1815–1888), preußischer Rittergutsbesitzer, Verwaltungsbeamter und Parlamentarier
- Heydebrand und der Lasa, Tassilo von (1818–1899), deutscher Schachmeister
- Heydebrand und der Lasa, Wilhelm von (1849–1908), deutscher Regierungspräsident und Politiker, MdR
- Heydebrand, Caroline von (1886–1938), deutsche anthroposophische Pädagogin
- Heydebrand, Renate von (1933–2011), deutsche Literaturwissenschaftlerin
- Heydebreck, Claus von (1859–1935), preußischer Oberst und Politiker
- Heydebreck, Claus-Joachim von (1906–1985), deutscher Politiker (CDU), MdL, Landesminister in Schleswig-Holstein
- Heydebreck, Ernst von (1857–1935), deutscher General der Kavallerie
- Heydebreck, Georg Christian von (1765–1828), preußischer Verwaltungsjurist und Oberpräsident der Provinz Brandenburg
- Heydebreck, Georg-Hennig von (1903–1976), deutscher Oberst der Wehrmacht und Kriegsverbrecher
- Heydebreck, Hans von (1866–1935), deutscher Offizier, Reiter und Autor
- Heydebreck, Henning von (1828–1904), preußischer Generalleutnant
- Heydebreck, Joachim von (1861–1914), preußischer Oberstleutnant, Kommandeur der Schutztruppe für Deutsch-Südwestafrika
- Heydebreck, Klara (1896–1969), deutsche Buchhalterin
- Heydebreck, Louis von (1840–1923), preußischer Generalleutnant
- Heydebreck, Max (1882–1951), deutscher Politiker (NSDAP), MdR
- Heydebreck, Otto von (1887–1958), deutscher Journalist
- Heydebreck, Peter von (1889–1934), deutscher Offizier, Freikorps- und SA-Führer, Politiker (NSDAP), MdRPeter von Heydebreck (1889–1934)

Peter von Heydebreck (1889–1934)

- Heydebreck, Richard von (1836–1910), preußischer Generalmajor
- Heydebreck, Tessen von (* 1945), deutscher Bankmanager
- Heydeck, Adolf von (1787–1856), deutscher Kunstsammler, Maler und Kupferstecher
- Heydeck, Johann von (1500–1554), württembergischer und kursächsischer General
- Heydeck, Johannes (1835–1910), deutscher Historien- und Porträtmaler in Königsberg
- Heydeck, Josepha von (1748–1771), Mätresse des Kurfürsten Karl Theodor von der Pfalz
- Heydeck, Maik (* 1965), deutscher Amateurboxer
- Heydeck, Peter (1941–2016), deutscher Maler
- Heydecke, Heinz (1931–1985), deutscher Schriftsteller
- Heydecke, Karl-Heinz (* 1957), deutscher Kleinkünstler mit Lautpoesie
- Heydecker, Christian (* 1964), Schweizer Politiker (FDP)
- Heydecker, Joe (1916–1997), deutscher Fotograf, Journalist und Autor
- Heydecker, Leonhard (1871–1958), deutscher Architekt
- Heydecker, Otto (1885–1960), deutscher Architekt
- Heydekyn von Sonsbeck, Johannes, Augustiner-Chorherr, Historiker, geistlicher Schriftsteller
- Heydel, Adam (1893–1941), polnischer Ökonom
- Heydel, Alfred (1919–1992), deutscher Generalmajor der Volkspolizei (DDR)
- Heydel, Andreas (* 1954), deutscher Fußballspieler
- Heydel, Eberhard (1872–1926), deutscher Konteradmiral der Reichsmarine
- Heydel, Rolf (1918–2010), deutschamerikanischer Schauspieler und Synchronsprecher
- Heydel, Rudolf (1912–1936), deutscher Automobilrennfahrer
- Heydemann, Albert (1808–1877), deutscher Klassischer Philologe und Gymnasialdirektor
- Heydemann, Berndt (1930–2017), deutscher Biologe und Politiker (parteilos), Umweltminister von Schleswig-Holstein
- Heydemann, Carl (1878–1939), deutscher Jurist, Oberbürgermeister von Stralsund
- Heydemann, Christel (* 1974), französische Ingenieurin und Unternehmerin
- Heydemann, Ernst (1876–1930), deutscher Politiker und Oberbürgermeister von Rostock
- Heydemann, Günther (* 1950), deutscher Historiker
- Heydemann, Heinrich (1842–1889), deutscher Klassischer Archäologe
- Heydemann, Heinrich (1881–1973), deutscher Jurist und Politiker
- Heydemann, Jörg (* 1941), deutscher Bildhauer und Objektkünstler
- Heydemann, Karl (1845–1904), deutscher Jurist und Politiker (NLP), MdR, Bürgermeister
- Heydemann, Ludwig Eduard (1805–1874), deutscher Jurist
- Heydemann, Max (1884–1956), deutscher Politiker (SPD, USPD, KPD), MdR
- Heyden genannt Rynsch, Dietrich Johann von der (1666–1729), königlich preußischer Generalmajor, Gouverneur von Küstrin und Drost von Raden
- Heyden, Adam Werner von (1852–1888), Landrat des Landkreises Demmin
- Heyden, Adolf (1838–1902), deutscher Architekt
- Heyden, Adolf von (1847–1920), Landrat in Beeskow-Storkow und Demmin
- Heyden, Alice von der (1897–1944), Opfer des Holocaust
- Heyden, August von (1827–1897), deutscher Historienmaler und Dichter
- Heyden, Bernd (1940–1984), deutscher Fotograf
- Heyden, Carl von (1793–1866), deutscher Politiker und Entomologe (Insektenkundler)
- Heyden, Christian († 1869), deutscher Architekt
- Heyden, Christian (1854–1939), deutscher Porträt-, Genre- und Landschaftsmaler der Düsseldorfer Schule
- Heyden, Conrad († 1444), Stadtschreiber von Schwäbisch Hall und Autor des Klagspiegels
- Heyden, Cornelius von der (* 1974), deutscher Sänger, Musicaldarsteller und Schauspieler
- Heyden, Eberhard von der (1909–1941), deutscher Kameramann
- Heyden, Eckhard (1925–2010), deutscher Künstler
- Heyden, Egbert von (1897–1945), deutscher Adeliger, Offizier und Chemiker
- Heyden, Erich (1879–1948), deutscher Konteradmiral der Kriegsmarine
- Heyden, Erik (* 1984), deutscher Turniertanzsportler (Standard und Latein) und amtierender Landessportwart des sächsischen Landestanzsportverbandes
- Heyden, Ernst Friedrich von der (1704–1772), preußischer Oberst und Regimentschef
- Heyden, Ernst von (1817–1859), deutscher Gutsbesitzer und Abgeordneter
- Heyden, Ernst von (1837–1917), deutscher Landschaftsdirektor von Vorpommern und Mitglied des preußischen Herrenhauses
- Heyden, Ernst Werner von (1859–1932), deutscher Verwaltungsjurist und Gutsbesitzer
- Heyden, Freda (* 1955), deutsche bildende Künstlerin
- Heyden, Friedrich von (1633–1715), kurbrandenburgisch-preußischer General der Infanterie
- Heyden, Friedrich von (1789–1851), deutscher Schriftsteller und Regierungsrat
- Heyden, Friedrich von (1838–1926), deutscher Chemiker und Unternehmer
- Heyden, Fritz (1888–1949), deutscher Landwirt und Kommunalpolitiker der NSDAP
- Heyden, Gerd (* 1941), deutscher Politiker (CDU), MdA
- Heyden, Günter (1921–2002), deutscher marxistischer Philosoph
- Heyden, Hans, deutscher Musikinstrumentenbauer und Organist
- Heyden, Hans Christoph (1572–1617), deutscher Komponist und Organist der späten Renaissance
- Heyden, Hans Wolf von der († 1643), kurbrandenburgischer Obrist, Kammerherr sowie Amtshauptmann von Tangermünde und Borgstall, Ritter des Johanniter-Ordens und Komtur der Johanniter-Kommende Süpplingenburg
- Heyden, Heinrich Dominikus von (1744–1819), deutscher Richter und Politiker
- Heyden, Helene von (1893–1940), deutsche Malerin
- Heyden, Hellmuth (1893–1972), deutscher Theologe und Kirchenhistoriker
- Heyden, Hermann von (1810–1851), Mitglied des Preußischen Abgeordnetenhauses und Landrat des Landkreises Demmin
- Heyden, Hubert von (1860–1911), deutscher Maler
- Heyden, Jan van der (1637–1712), niederländischer MalerJan van der Heyden (1637–1712)

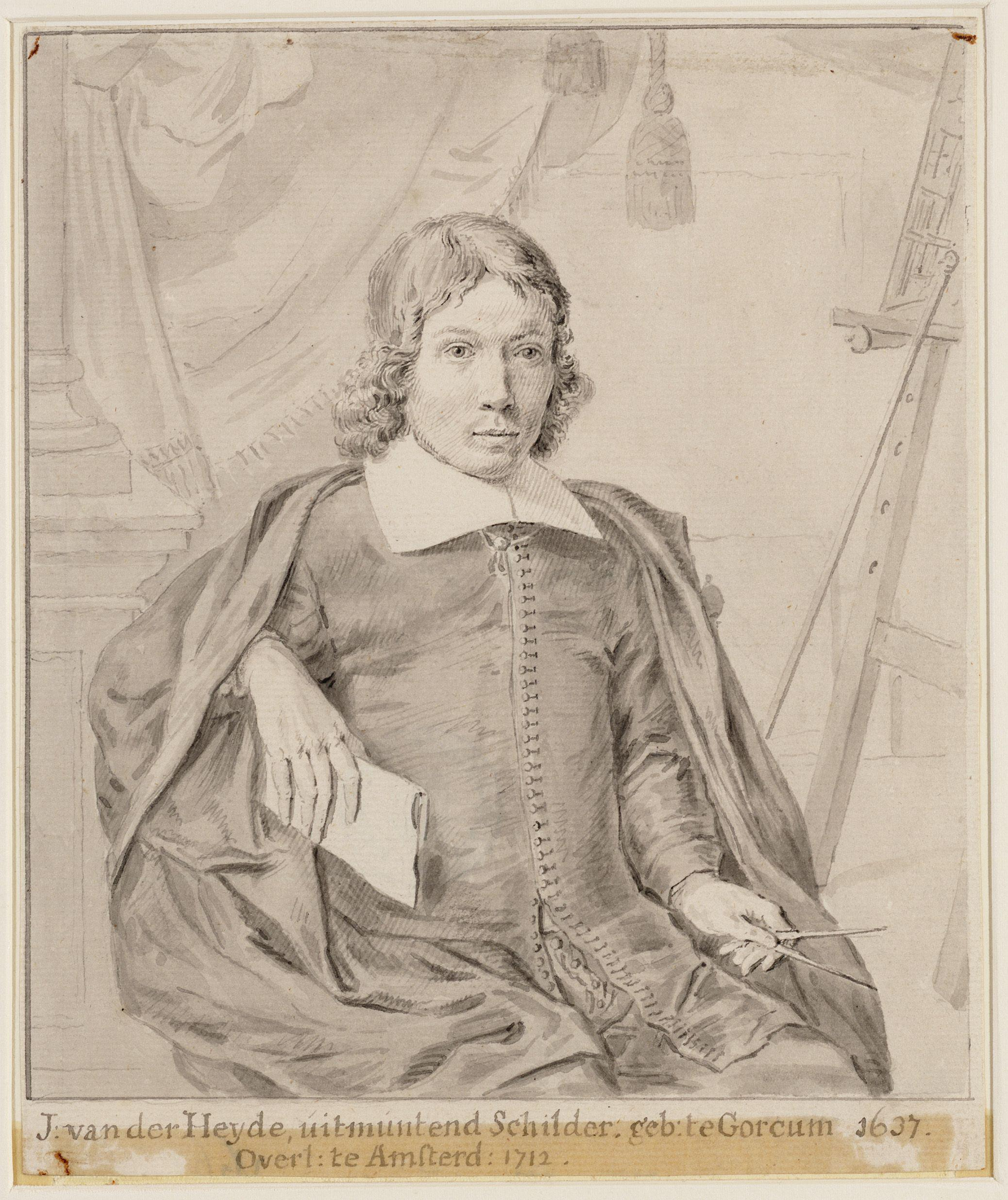
Jan van der Heyden (1637–1712)

- Heyden, Jean Van der (1900–1988), niederländischer römisch-katholischer Ordensgeistlicher, Apostolischer Präfekt von Kenge
- Heyden, Johann Caspar von der (1740–1807), preußischer Generalmajor
- Heyden, Johann Jakob auf der (1705–1768), Bürgermeister von Elberfeld
- Heyden, Johann Siegmund von (1641–1724), preußischer General der Kavallerie, Gouverneur von Lippstadt und Drost in Wetter
- Heyden, Johann Sigismund von der (1656–1730), preußischer General der Infanterie, Gouverneur von Wesel, Herr zu Ootmarsum
- Heyden, Johann Wilhelm auf der (1661–1746), Bürgermeister von Elberfeld
- Heyden, Karl (1845–1933), deutscher Genre-, Stillleben-, Porträt-, Veduten-, Architektur- und Landschaftsmaler der Düsseldorfer Schule
- Heyden, Karl Hermann von (1840–1917), preußischer Oberstleutnant, Kammerherr und Phaleristiker
- Heyden, Karl von (1796–1857), preußischer Adeliger und Landrat beim Landkreis Preußisch Eylau
- Heyden, Karl von der (* 1936), US-amerikanisch-deutscher Manager
- Heyden, Katharina (* 1977), deutsche evangelische Theologin und Kirchenhistorikerin
- Heyden, Lucas von (1838–1915), deutscher Entomologe
- Heyden, Luis (1893–1951), deutscher Tennisspieler
- Heyden, Otto (1820–1897), deutscher Maler
- Heyden, Phillipp (* 1988), deutscher Basketballspieler
- Heyden, Pieter van der, flämischer Kupferstecher
- Heyden, Rudolf (* 1920), deutscher Kommunalpolitiker und Bürgermeister von Rostock
- Heyden, Sebald (1499–1561), deutscher Kantor, Schulleiter, Musiktheoretiker und geistlicher Dichter
- Heyden, Theodor von (1789–1858), deutscher Politiker
- Heyden, Ulrich (* 1954), deutscher Journalist und BuchautorUlrich Heyden (* 1954)

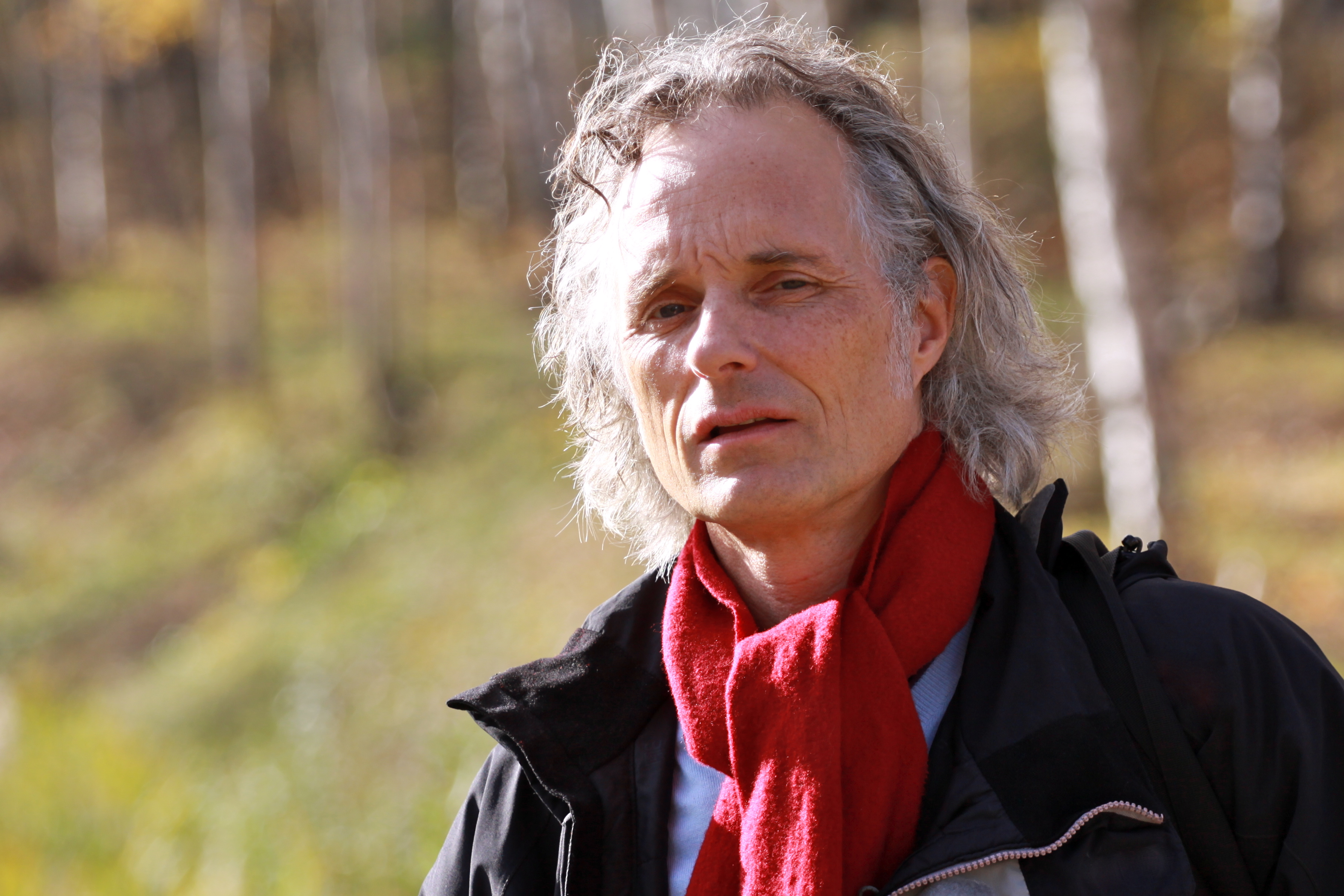
Ulrich Heyden (* 1954)

- Heyden, Ulrich van der (* 1954), deutscher Historiker, Politikwissenschaftler
- Heyden, Ulrich von (1873–1963), deutscher Politiker, Landrat, Mitglied des Provinziallandtags der Provinz Brandenburg
- Heyden, Wichard Wilhelm von (1782–1836), deutscher Rittergutsbesitzer und Mitglied des Provinziallandtags der Provinz Pommern
- Heyden, Wilhelm (1844–1932), deutscher Jurist, Journalist, Historiker und Politiker
- Heyden, Wilhelm Günther von (1908–2004), deutscher Diplomat
- Heyden, Woldemar von (1809–1871), Generallandschaftsrat von Pommern und Rittergutsbesitzer
- Heyden-Cadow, Wilhelm von (1839–1920), preußischer Politiker und Landwirtschaftsminister
- Heyden-Linden, Albrecht von (1872–1946), Rittergutsbesitzer, Mitglied des Provinziallandtags der Provinz Pommern
- Heyden-Linden, Bogislav von (1853–1909), deutscher Reiter, Generalmajor und Flügeladjutant von Kaiser Wilhelm II.
- Heyden-Linden, Bogislav von (1898–1991), deutscher Schauspieler
- Heyden-Linden, Carl von (1851–1919), preußischer Rittergutsbesitzer und Politiker, MdH
- Heyden-Linden, Dietrich von (1898–1986), deutscher Physiker und Fotograf
- Heyden-Linden, Ilse von (1883–1949), deutsche Malerin des Impressionismus
- Heyden-Linden, Margot von (1895–1975), deutsche Malerin
- Heyden-Linden, Wilhelm von (1842–1877), Landesdirektor des Provinzialverbandes Pommern
- Heyden-Rynsch, Friedrich (1800–1868), preußischer Rittergutsbesitzer und Politiker
- Heyden-Rynsch, Kurt von der (1867–1916), deutscher Verwaltungsbeamter
- Heyden-Rynsch, Otto von der (1827–1912), deutscher Verwaltungsjurist und preußischer Beamter
- Heydenau, Friedrich (1886–1960), österreichischer Schriftsteller
- Heydendahl, Joseph (1844–1906), deutscher Landschaftsmaler der Düsseldorfer Schule
- Heydendorff, Walther (1888–1974), österreichischer k.k. Major, Widerstandskämpfer, Schriftsteller und Genealoge
- Heydenreich, Bernhard (1825–1893), sächsischer Generalmajor
- Heydenreich, Eduard Heinrich (1790–1883), deutscher Jurist, Dozent an der Universität in Wittenberg, Rechtsanwalt und Stadtrat in Dresden
- Heydenreich, Eduard Karl Heinrich (1852–1915), deutscher Philologe und Hochschullehrer
- Heydenreich, Ernst (1864–1936), Rittergutsbesitzer, Mitglied des Provinziallandtages der Provinz Hessen-Nassau
- Heydenreich, Franz (1838–1904), Rittergutsbesitzer, Mitglied des Provinziallandtages der Provinz Hessen-Nassau
- Heydenreich, Gerhard (* 1908), deutscher Filmproduzent und Produktionsleiter
- Heydenreich, Gottlob Heinrich († 1762), fürstlich-weimarischer Appellations- und kursächsischer Oberkonsistorialrat
- Heydenreich, Gunnar (* 1966), deutscher Restaurator
- Heydenreich, Hermann (1862–1937), deutscher Apotheker und Kaufmann
- Heydenreich, Johannes (1930–2015), deutscher Physiker
- Heydenreich, Karl Heinrich (1764–1801), deutscher Schriftsteller und Philosoph
- Heydenreich, Klaus (* 1941), deutscher Fußballspieler
- Heydenreich, Ludwig (1773–1858), deutscher evangelischer Theologe und Bischof
- Heydenreich, Ludwig (1805–1885), deutscher Mediziner und Politiker
- Heydenreich, Ludwig (1822–1889), deutscher Jurist und Politiker (NLP), MdR
- Heydenreich, Ludwig Heinrich (1903–1978), deutscher Kunsthistoriker
- Heydenreich, Melchior (1560–1631), kurfürstlich-sächsischer Amtsschösser
- Heydenreich, Robert (1863–1938), deutscher Jurist und Beamter
- Heydenreich, Susanne (* 1954), deutsche Schauspielerin, Regisseurin und Hörspielsprecherin
- Heydenreich, Titus (1936–2013), deutscher Romanist, Italianist und Hispanist
- Heydenreich, Willy (1858–1908), sächsischer Oberstleutnant
- Heydenreuter, Reinhard (* 1942), deutscher Jurist und Historiker
- Heyder, Carl (1821–1902), deutscher Orgelbauer
- Heyder, Christoph (* 1974), deutscher Bobfahrer
- Heyder, Franziska (* 1992), deutsche Schauspielerin
- Heyder, Gebhard (1904–1994), deutscher Theologe und Ordenspriester
- Heyder, Horst (1924–2000), deutscher Möbel-Designer
- Heyder, Johann Georg (1812–1888), Kaufmann und Politiker der Freien Stadt Frankfurt
- Heyder, Jost (* 1954), deutscher Maler und Grafiker
- Heyder, Karl (1812–1885), deutscher Philosoph
- Heyder, Lutz (1950–2000), deutscher Maler und Grafiker
- Heyder, Matthias (* 1972), deutscher Politiker (NPD)
- Heyder, Regina (* 1966), deutsche Theologin und Kirchenhistorikerin
- Heyder, Ruth (* 1944), deutsche Malerin, Grafikerin und Plastikerin
- Heyder, Wolfgang (* 1956), deutscher Basketballtrainer und Sportmanager
- Heyderman, Laura (* 1967), britisch-schweizerische Physikerin, Hochschullehrerin
- Heydert, Joachim Ludwig (1716–1794), Königlicher Hofgärtner in Potsdam
- Heydert, Martin Ludwig (1656–1728), Kurfürstlicher Hofgärtner

#### Heydg
- Heydgen, Joachim (* 1963), deutscher Mittelstreckenläufer

#### Heydi
- Heydinger, Stuart (1927–2019), britischer Fotograf

#### Heydo
- Heydon, John (* 1629), englischer Schriftsteller, Astrologe, Okkultist und Rosenkreuzer
- Heydon, Martin (* 1978), irischer Politiker (Fine Gael)
- Heydon, Patritius von (1648–1730), deutscher Augustinerchorherr und der 40. Propst des Klosters Rohr (1682–1730)
- Heydorn, Ernst (1904–1979), deutscher Landwirt und Politiker (FDP), MdL
- Heydorn, Heinz-Joachim (1916–1974), deutscher Pädagoge und Politiker (SPD), MdHB
- Heydorn, Ingeborg (1930–2016), deutsche Schauspielerin
- Heydorn, Irmgard (1916–2017), deutsche Sozialistin, Widerstandskämpferin gegen den Nationalsozialismus
- Heydorn, Jörg (* 1957), deutscher Politiker (SPD), MdL
- Heydorn, Richard (1910–1943), deutscher Afrikanist
- Heydorn, Volker Detlef (1920–2004), deutscher Maler, Grafiker und Autor
- Heydorn, Wilhelm (1873–1958), evangelischer Theologe, Heilpraktiker und Lehrer

#### Heydr
- Heydrich, Bruno (1865–1938), deutscher Opernsänger (Tenor), Komponist und GesangspädagogeBruno Heydrich (1865–1938)

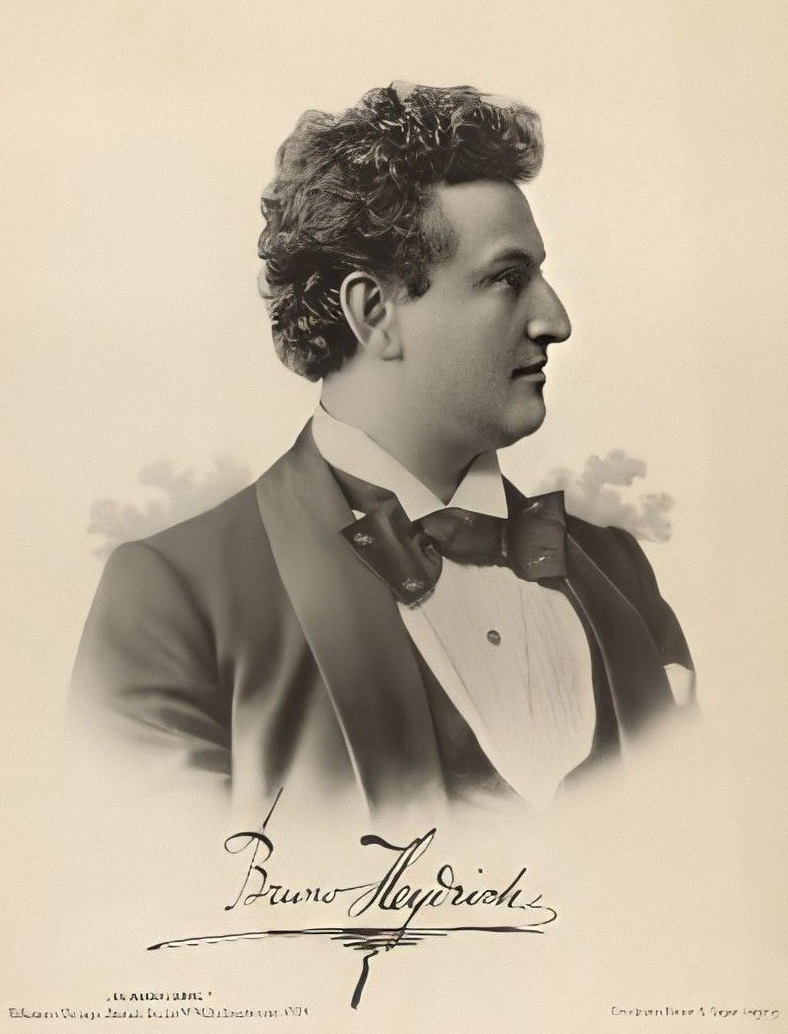
Bruno Heydrich (1865–1938)

- Heydrich, Cathrin (* 1963), deutsche Volleyballspielerin
- Heydrich, Emilio (1861–1947), deutsch-kubanischer Großgrundbesitzer und Unternehmer
- Heydrich, Ferdinand (1827–1903), deutscher Geschäftsmann, Politiker und Skulpteur
- Heydrich, Gustav Moritz (1820–1885), deutscher Dramatiker und Dramaturg
- Heydrich, Heinz (1905–1944), deutscher SS-Obersturmführer
- Heydrich, Karl Gottlob (1714–1788), deutscher Schauspieler
- Heydrich, Lina (1911–1985), deutsche Ehefrau von Reinhard Heydrich
- Heydrich, Martin (1889–1969), deutscher Ethnologe und Hochschullehrer
- Heydrich, Peter Thomas (1931–2000), deutscher politischer Kabarettist, Chansonnier und Schauspieler
- Heydrich, Reinhard (1904–1942), deutscher Politiker (NSDAP), MdR, SS-Funktionär, Initiator der Wannseekonferenz („Endlösung der Judenfrage“)Reinhard Heydrich (1904–1942)

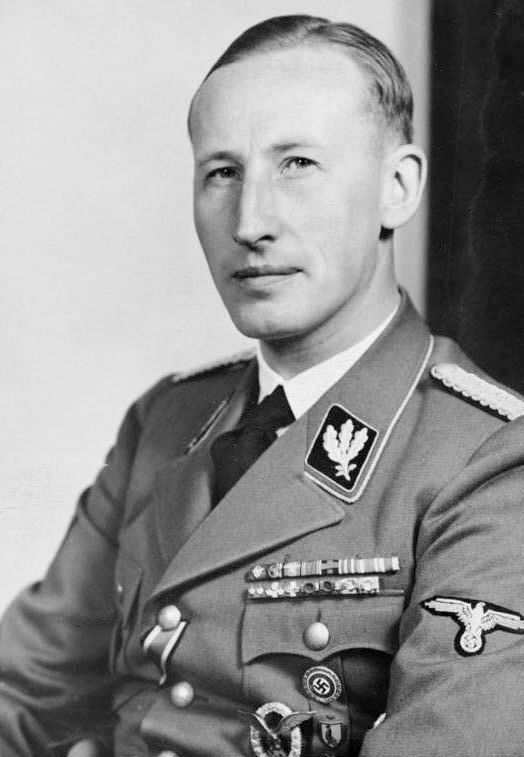
Reinhard Heydrich (1904–1942)

#### Heydt
- Heydt, August von der (1801–1874), deutscher Bankier und preußischer Handels- und Finanzminister
- Heydt, August von der (1851–1929), deutscher Bankier und Kunstmäzen
- Heydt, August von der (1881–1943), deutscher Bankier und Mäzen
- Heydt, Bernhard von der (1840–1907), preußischer Politiker und Landrat des Obertaunuskreises
- Heydt, Carl von der (1806–1881), deutscher Bankier und Bibelübersetzer
- Heydt, Daniel Heinrich von der (1767–1832), deutscher Unternehmer und Politiker
- Heydt, Daniel von der (1802–1874), deutscher Bankier, Unternehmer und Politiker
- Heydt, Eduard von der (1882–1964), deutsch-schweizerischer Bankier, Kunstsammler und Mäzen
- Heydt, Georg (* 1619), deutscher Maler
- Heydt, Karl von der (1858–1922), deutscher Bankier
- Heydt, Louis Jean (1903–1960), US-amerikanischer Schauspieler
- Heydt, Robert von der (1837–1877), deutscher Verwaltungsjurist
- Heydt, Selma von der (1862–1944), deutsche Kunstmäzenin
- Heydt, Volker von der (1944–2023), deutscher Journalist
- Heydte, August von der (1809–1880), österreich-ungarischer Generalmajor
- Heydte, Friedrich August Freiherr von der (1907–1994), deutscher Offizier, Jurist, Hochschullehrer und Politiker (CSU), MdL, Statthalter des Ritterordens vom Heiligen Grab zu JerusalemFriedrich August Freiherr von der Heydte (1907–1994)

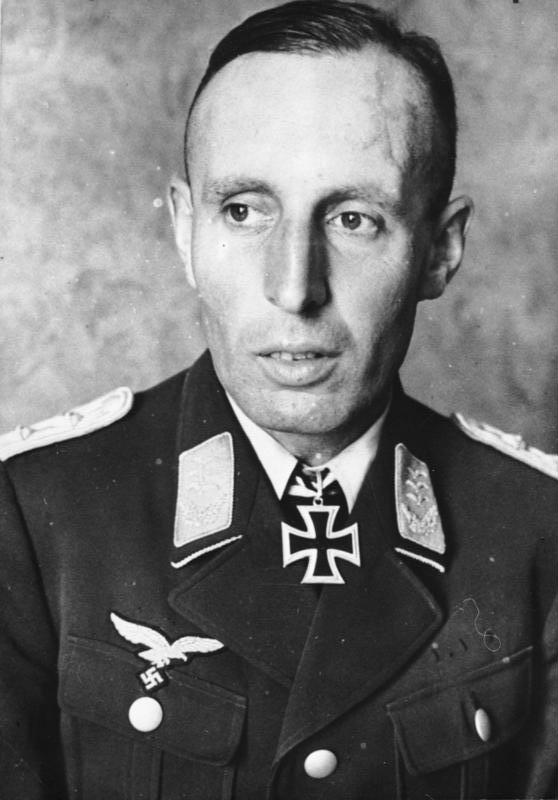
Friedrich August Freiherr von der Heydte (1907–1994)

- Heydte, Gottfried Freiherr von der (* 1949), deutscher Verwaltungsjurist
- Heydte, Julius Freiherr von der (1865–1923), Münchner Jurist und Polizeipräsident

#### Heydu
- Heyduck, Albert (1900–1951), Todesopfer des DDR-Grenzregimes vor dem Bau der Berliner Mauer
- Heyduck, Christof (* 1927), deutscher Bühnenbildner und freischaffender Künstler
- Heyduck, Erich (* 1952), österreichischer Bühnenbildner, Lichtdesigner, Dokumentarfilmer und Kameramann
- Heyduck, Georg Paul (1898–1962), deutscher Maler des Expressiven Realismus
- Heyduck, Nikolaus (* 1957), deutscher Künstler und Komponist
- Heyduck, Oswald (1912–1982), deutscher SS-Obersturmführer, Leiter der Außenstelle Sicherheitspolizei und SD in Sokal und verurteilter Kriegsverbrecher
- Heyduk, Adolf (1835–1923), tschechischer Dichter
- Heydušek, Zdeněk (1897–1973), tschechischer Tischtennisspieler

#### Heydw
- Heydweiller, Ernst (* 1860), deutscher Reichsgerichtsrat
- Heydweiller, Friedrich (1778–1848), preußischer Landrat
- Heydweiller, Hermann (1858–1918), deutscher Gutsbesitzer und preußischer Landrat
- Heydweiller, Jakob Benjamin (1787–1836), preußischer Landrat
- Heydwolff, Florens von (1839–1919), preußischer Generalleutnant
- Heydwolff, Friedrich August von (1778–1858), deutscher Gutsbesitzer, Abgeordneter der kurhessischen Ständeversammlung
- Heydwolff, Friedrich von (1747–1824), deutscher Gutsherr und Abgeordneter
- Heydwolff, Heinrich von (1823–1886), Verwaltungsjurist, Abgeordneter der kurhessischen Ständeversammlung
- Heydwolff, Ludwig von (1807–1885), preußischer Oberstleutnant, Abgeordneter des Kurhessischen Kommunallandtages

### Heye
- Heye, Artur (1885–1947), deutschsprachiger Schriftsteller
- Heye, August Wilhelm (* 1907), deutscher Fregattenkapitän der Bundesmarine und Militärschriftsteller
- Heye, Caspar Hermann (1792–1864), Bremer Kaufmann und Unternehmer
- Heye, Ferdinand (1838–1889), deutscher Unternehmer
- Heye, Friedrich Carl Hermann (1870–1937), Hamburger Kaufmann und Unternehmer
- Heye, George Gustav (1874–1957), US-amerikanischer Artefaktensammler
- Heye, Hellmuth (1895–1970), deutscher Vizeadmiral, Politiker der CDU, MdBHellmuth Heye (1895–1970)

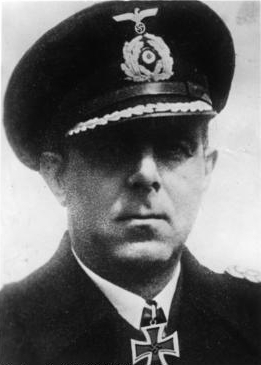
Hellmuth Heye (1895–1970)

- Heye, Hermann (1865–1941), deutscher Industrieller
- Heye, Jan Pieter (1809–1876), niederländischer Dichter
- Heye, Uwe Wolfgang (* 1954), deutscher Diplomat
- Heye, Uwe-Karsten (* 1940), deutscher Journalist, Diplomat und AutorUwe-Karsten Heye (* 1940)

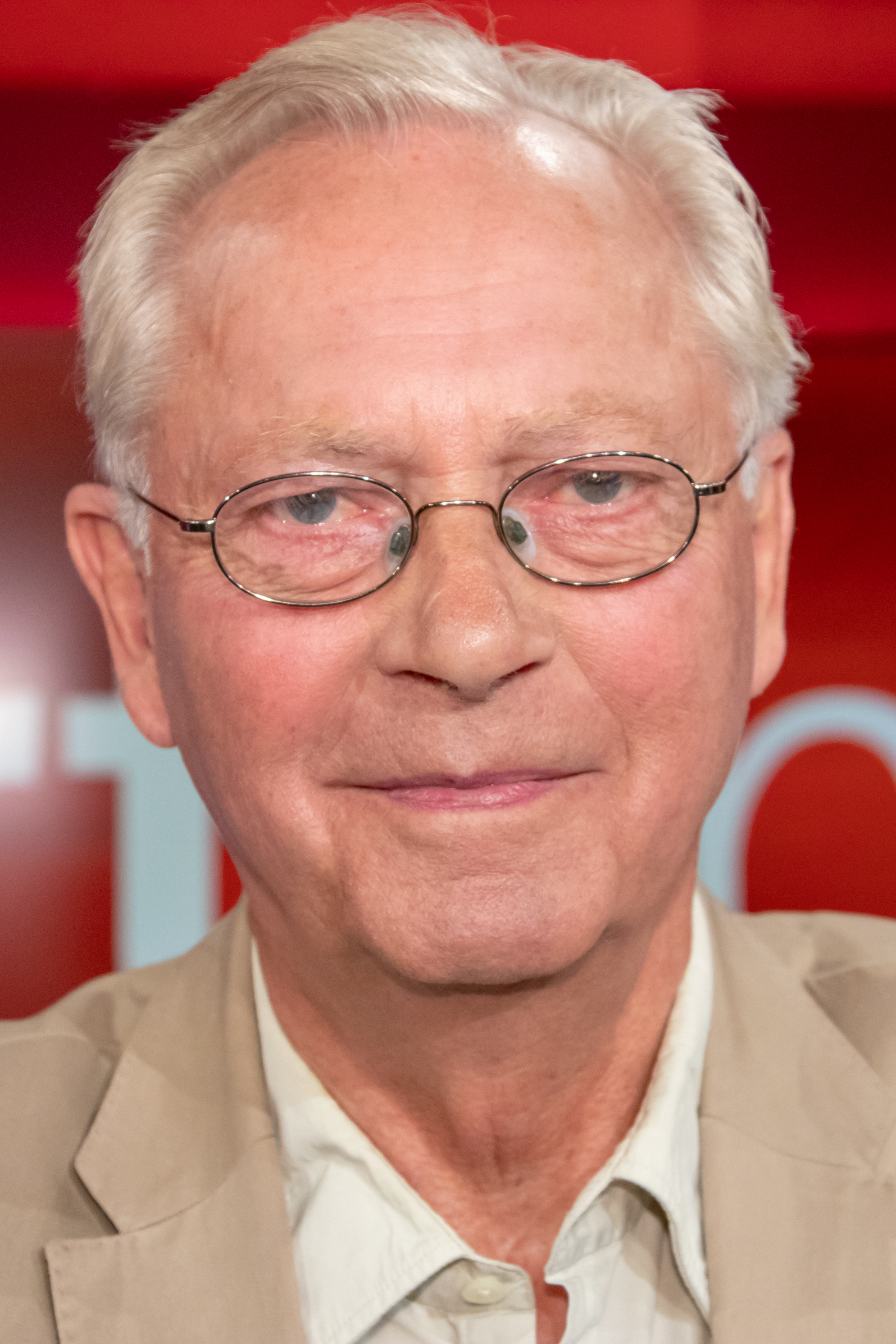
Uwe-Karsten Heye (* 1940)

- Heye, Wilhelm (1869–1947), deutscher Generaloberst
- Heyen, Erk Volkmar (* 1944), deutscher Rechtswissenschaftler
- Heyen, Franz-Josef (1928–2012), deutscher Archivar und Historiker
- Heyen, Roelf (1938–1975), deutscher Politiker (SPD)
- Heyen, Sybille (* 1966), deutsche Schauspielerin
- Heyendal, Nikolaus (1658–1733), deutscher katholischer Theologe und Abt der Abtei Rolduc
- Heyenn, Dora (* 1949), deutsche Politikerin (SPD, Die Linke), MdL, MdHB
- Heyenn, Günther (1936–2009), deutscher Politiker (SPD), MdL, MdB
- Heyens, Gudrun (* 1950), deutsche Musikerin, Hochschullehrerin und Autorin
- Heyer, Arthur (1872–1931), deutsch-ungarischer Maler
- Heyer, Carl (1797–1856), deutscher forstlicher Praktiker, Lehrer und Forstwissenschaftler
- Heyer, Carl (1840–1892), deutscher Gutsbesitzer und Politiker
- Heyer, Carl (1862–1945), deutscher Forstbeamter
- Heyer, Conrad (1749–1856), US-amerikanischer Bauer und Veteran
- Heyer, Franz (1842–1926), deutscher Gymnasiallehrer
- Heyer, Friedrich (1908–2005), deutscher evangelischer Theologe, Pfarrer, Kirchenhistoriker und Hochschullehrer
- Heyer, Friedrich August (1871–1959), deutscher Konsularbeamter und Wirtschaftshistoriker Großbritanniens
- Heyer, Georg (1880–1949), deutscher Architekt und Bauunternehmer
- Heyer, Georg Wilhelm Friedrich (1771–1847), deutscher Buchhändler und Landtagsabgeordneter im Großherzogtum Hessen
- Heyer, Georgette (1902–1974), britische Schriftstellerin
- Heyer, Gerhard (* 1955), deutscher Informatiker
- Heyer, Gustav (1826–1883), deutscher Forstwissenschaftler
- Heyer, Gustav Richard (1890–1967), deutscher Psychotherapeut
- Heyer, Gustav von (1839–1923), deutscher Jurist, Regierungspräsident und Politiker, MdR
- Heyer, Hans (1909–1985), deutscher Maler
- Heyer, Hans (* 1943), deutscher Unternehmer und RennfahrerHans Heyer (* 1943)

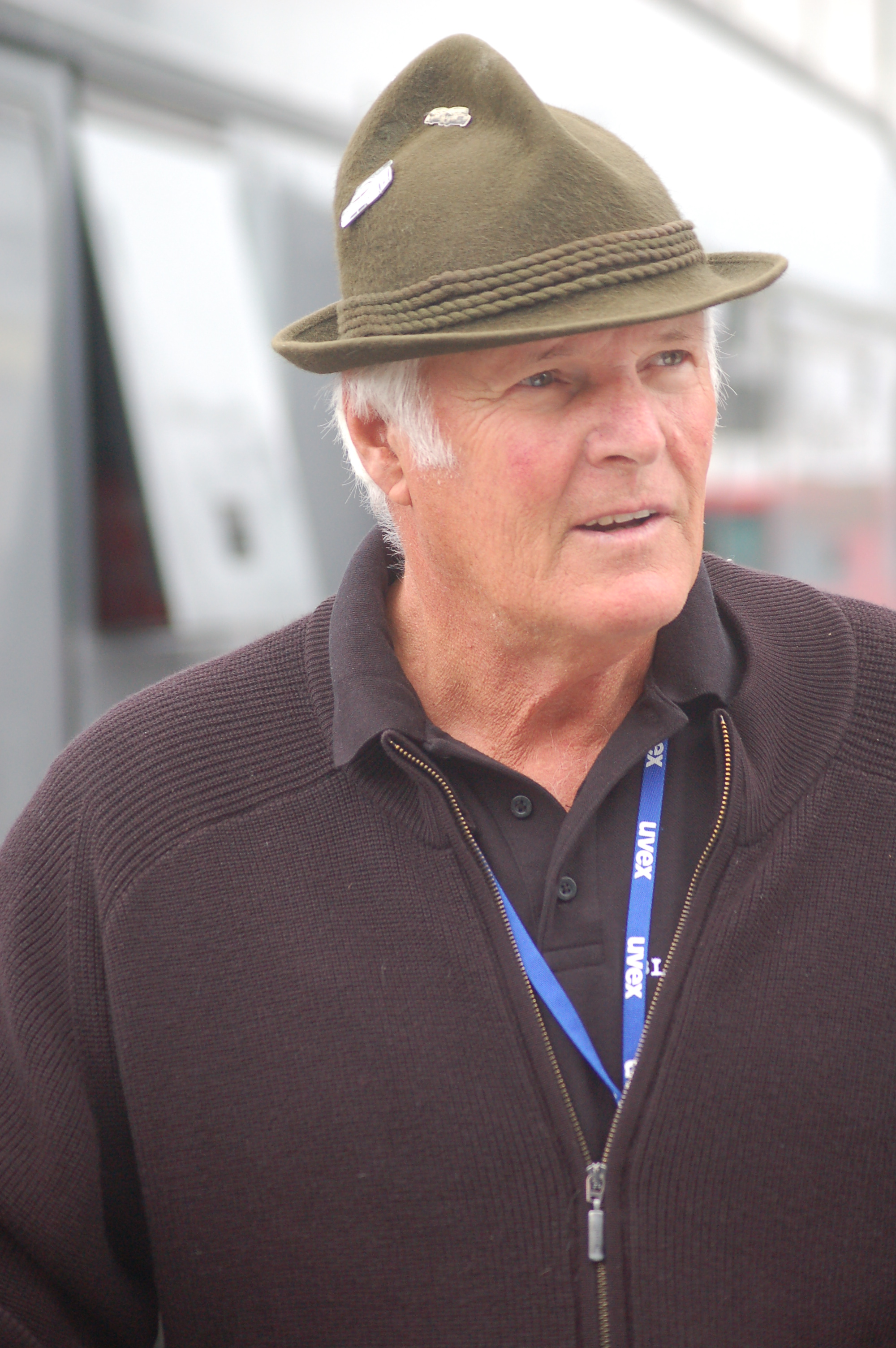
Hans Heyer (* 1943)

- Heyer, Heather (1985–2017), US-amerikanische Anwaltsgehilfin und Aktivistin für Bürgerrechte
- Heyer, Herbert (1936–2018), deutscher Mathematiker
- Heyer, Hermann (1861–1925), Senatspräsident beim Reichsgericht
- Heyer, Jens (* 1989), deutscher Eishockeyspieler
- Heyer, Johann Christian Friedrich (1793–1873), deutschamerikanischer Missionar
- Heyer, Jürgen (* 1944), deutscher Politiker (SPD), MdL
- Heyer, Justus Christian Heinrich (1746–1821), deutscher Apotheker und Chemiker
- Heyer, Karl Johannes (1904–1995), deutscher katholischer Priester und Autor
- Heyer, Katharina (* 1983), deutsche Schauspielerin
- Heyer, Lothar, deutscher Skispringer
- Heyer, Luise (* 1985), deutsche SchauspielerinLuise Heyer (* 1985)

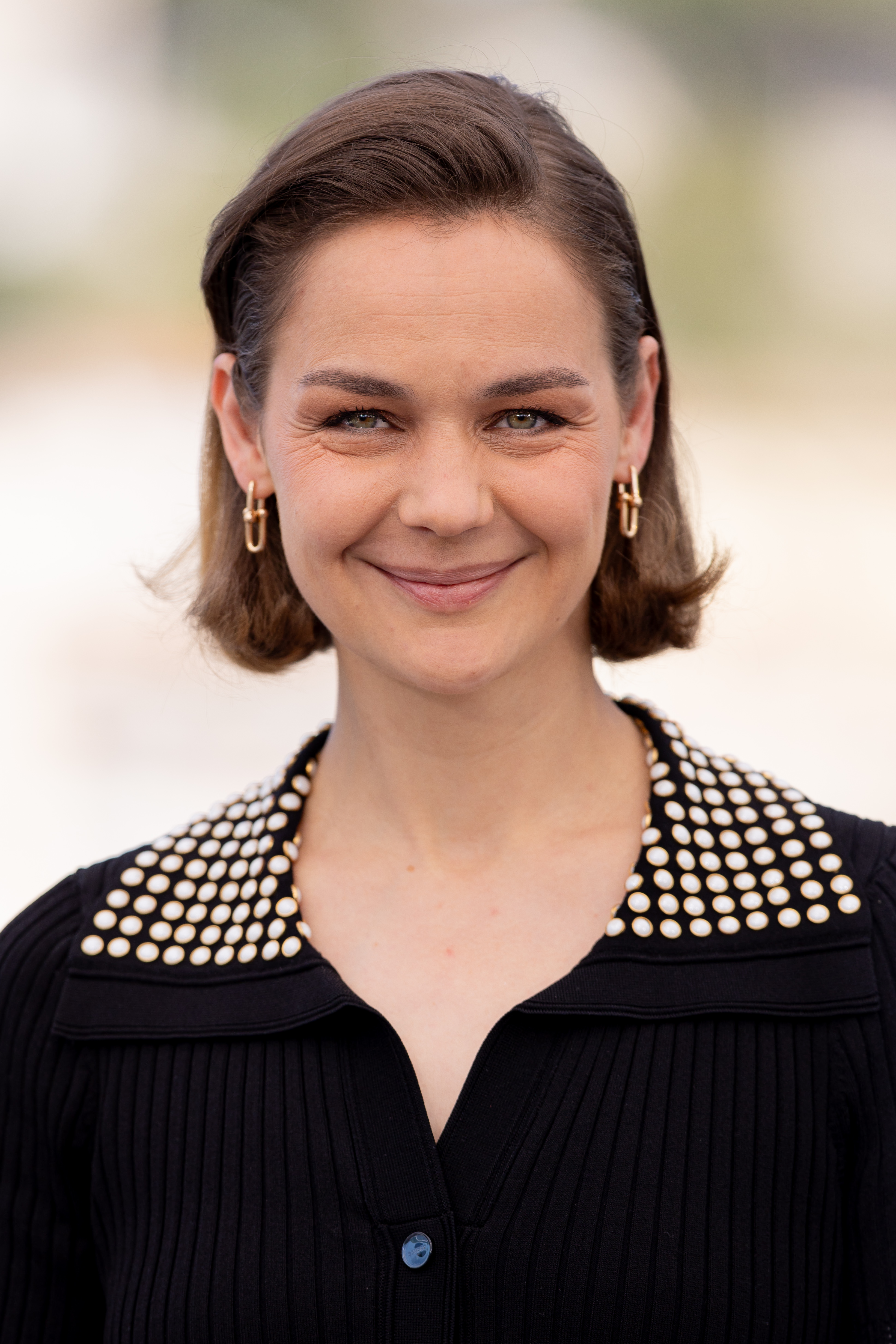
Luise Heyer (* 1985)

- Heyer, Moritz (* 1995), deutscher Fußballspieler
- Heyer, Otto (1880–1945), deutscher Berghauptmann des Oberbergamtes Bonn
- Heyer, Peter (* 1979), deutscher American-Football-Spieler
- Heyer, Reyk (* 1977), deutscher Radio- und Fernsehmoderator
- Heyer, Robert (* 1935), deutscher Fußballspieler
- Heyer, Rolf (1957–2003), deutscher Badmintonspieler
- Heyer, Sascha (* 1972), Schweizer Volleyball- und Beachvolleyballspieler
- Heyer, Stefan (* 1965), deutscher Autor und Lyriker
- Heyer, Thomas (* 1959), deutscher Hörfunk- und Fernsehjournalist
- Heyer, Ursula (* 1940), deutsche Schauspielerin und Synchronsprecherin
- Heyer, Volker (* 1970), deutscher Judoka
- Heyer, Walter (1914–1989), deutscher Komponist, Dirigent, Arrangeur und Textdichter
- Heyer, Werner (* 1956), deutscher Leichtathlet
- Heyer, Wilfriede (1937–2017), deutsche Politikerin (SPD), MdL
- Heyer, Wilhelm (1849–1913), deutscher Unternehmer und Sammler
- Heyer-Stuffer, Anna (* 1977), slowakisch-deutsche Verwaltungsjuristin und politische Beamtin (Bündnis 90/Die Grünen)
- Heyerdahl, Christopher (* 1963), kanadischer Schauspieler
- Heyerdahl, Hans (1857–1913), norwegischer Maler
- Heyerdahl, Thor (1914–2002), norwegischer Anthropologe und AbenteurerThor Heyerdahl (1914–2002)

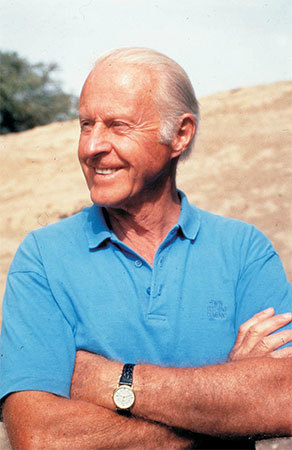
Thor Heyerdahl (1914–2002)

- Heyerdahl, Thorvald, norwegischer Skisportler
- Heyeres, Paul (1946–2021), deutscher Fußballspieler
- Heyerick, Florian (* 1958), belgischer Flötist, Cembalist, Dirigent und Musikproduzent
- Heyes, Douglas (1919–1993), US-amerikanischer Drehbuchautor und Regisseur
- Heyes, Herbert (1889–1958), US-amerikanischer Schauspieler
- Heyes, Josef (* 1948), deutscher Politiker (CDU) und Bürgermeister

### Heyf
- Heyfelder, Johann Ferdinand (1798–1869), deutscher Chirurg und Hochschullehrer

### Heyg
- Heygen, Heinz Günter (* 1953), deutscher Fernseh- und Hörfunkmoderator
- Heygen, Lambertus Johannes van (1920–2007), niederländischer Geistlicher, Erzbischof von Bertoua in Kamerun
- Heygendorff, Karl von (1806–1895), außerehelicher Sohn des Großherzogs Karl August von Sachsen-Weimar-Eisenach
- Heygendorff, Ralph von (1897–1953), deutscher Offizier, zuletzt Generalleutnant der Wehrmacht

### Heyh
- Heyhoe Flint, Rachael, Baroness Heyhoe Flint (1939–2017), englische Cricketspielerin

### Heyi
- Heyit, Abdurehim (* 1964), uigurischer Sänger, Musiker und Dotar-Spieler

### Heyk
- Heykal, Hamdy (* 1959), ägyptischer Schauspieler
- Heykamp, Hermann (1804–1874), niederländischer altkatholischer Bischof
- Heykamp, Johannes (1824–1892), alt-katholischer Erzbischof von Utrecht
- Heyke, Daniel Heinrich (1797–1856), Kaufmann und Ratsherr der Hansestadt Lübeck
- Heyke, Hans-Eberhard (1925–2013), deutscher Chemiker und Wirtschaftswissenschaftler
- Heyke, Wilhelm Heinrich (1826–1905), Lübecker Kaufmann und Politiker
- Heyken, Eberhard (1935–2008), deutscher Diplomat
- Heyken, Enno (1906–1987), deutscher lutherischer Geistlicher und Regionalhistoriker
- Heykens, Jonny (1884–1945), niederländischer Komponist
- Heyking, Edmund von (1850–1915), deutscher Diplomat
- Heyking, Elisabeth von (1861–1925), deutsche Schriftstellerin und MalerinElisabeth von Heyking (1861–1925)

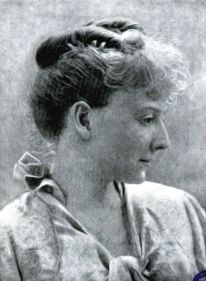
Elisabeth von Heyking (1861–1925)

- Heyking, Ernst von (1862–1940), preußischer Regierungsbeamter und Politiker
- Heyking, Karl Heinrich von (1751–1809), kurländischer Diplomat und Verfasser einer bedeutenden Autobiografie
- Heyking, Rüdiger von (1894–1956), deutscher Offizier, zuletzt Generalleutnant im Zweiten Weltkrieg
- Heyking, Ulrich Lebrecht von (1745–1809), preußischer Generalmajor, Chef des gleichnamigen Dragonerregiments
- Heyking, Ulrich von (1718–1790), preußischer Generalmajor und Chef des Garnisonsregiments Nr. 8

### Heyl
- Heyl zu Herrnsheim, Cornelius von (1933–2023), deutscher Jurist und Präses der Synode der Evangelischen Kirche in Deutschland
- Heyl zu Herrnsheim, Cornelius Wilhelm Karl von (1874–1954), deutscher Lederindustrieller
- Heyl zu Herrnsheim, Cornelius Wilhelm von (1843–1923), deutscher Unternehmer, Kunstsammler und Politiker (NLP), MdR
- Heyl zu Herrnsheim, Ludwig von (1886–1962), deutscher Industrieller und Politiker (DVP)
- Heyl zu Herrnsheim, Ludwig von (1920–2010), deutscher Industrieller
- Heyl, Alfred (1882–1964), deutscher Lehrer und Agrarwissenschaftler
- Heyl, Burkhard (* 1956), deutscher SchauspielerBurkhard Heyl (* 1956)
- Heyl, Charline von (* 1960), deutsche Malerin

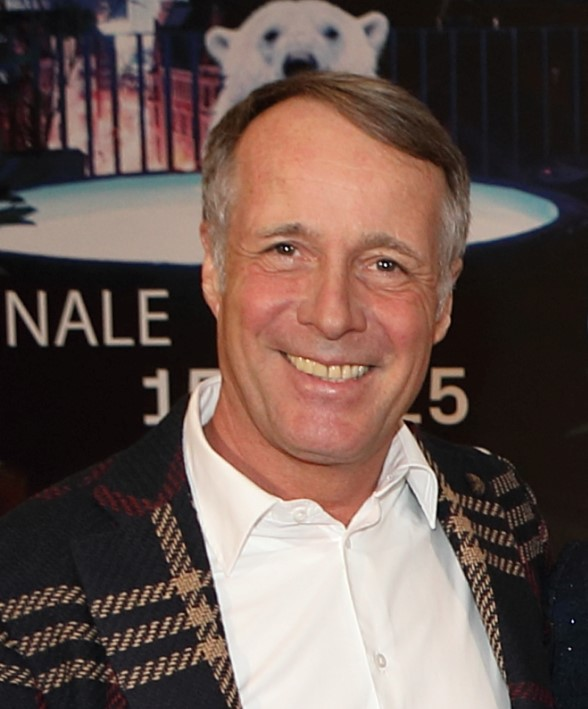
Burkhard Heyl (* 1956)

- Heyl, Cornelius (1792–1858), deutscher Kaufmann und Unternehmer
- Heyl, Erich (1909–1981), deutscher KPD- und SED-Funktionär
- Hey’l, Ferdinand (1830–1897), deutscher Schauspieler, Kurhausdirektor und Schriftsteller
- Heyl, Georg (1866–1942), deutscher pharmazeutischer Chemiker und Hochschullehrer
- Heyl, Hedwig (1850–1934), deutsche Vertreterin der konservativen Frauenrechtsbewegung
- Heyl, Johann Philipp (1770–1853), deutscher Bürgermeister und Politiker
- Heyl, Karl (1812–1893), Jurist, Reichstagsabgeordneter
- Heyl, Leonhard (1814–1877), deutscher Unternehmer und Politiker
- Heyl, Manfred (1908–2001), deutscher Komponist
- Heyl, Matthias (* 1965), deutscher Historiker und Erziehungswissenschaftler
- Heyl, Maximilian von (1844–1925), deutscher Unternehmer und Mäzen
- Heyl, Menso (* 1949), deutscher Journalist
- Heyl, Wilhelm (1866–1927), deutscher Verwaltungsjurist
- Heyl, Wolfgang (1921–2014), deutscher Politiker (NSDAP, CDU der DDR), MdV
- Heyland, Alexander Heinrich (1869–1943), deutscher Elektrotechniker, der das Kreisdiagramm der Asynchronmaschine entwickelte
- Heyland, Carl (1889–1952), deutscher Staats- und Beamtenrechtler
- Heylandt, Johann August Hermann (1799–1865), deutscher Arzt und Stadtphysicus sowie 1848/49 Bürgerschaftsabgeordneter in Lübeck
- Heylbut, Gustav (1852–1914), deutscher Klassischer Philologe
- Heylen, Ilse (* 1977), belgische Judoka
- Heylen, Jan (* 1980), belgischer Rennfahrer
- Heylen, Jennifer (* 1991), belgische Schauspielerin
- Heylen, Michaël (* 1994), belgischer Fußballspieler
- Heylens, Georges (* 1941), belgischer Fußballspieler und -trainer
- Heyler, Günter (1645–1707), Generalsuperintendent
- Heyler, Karl Christian (1755–1823), deutscher Pädagoge, Fachautor und lutherischer Geistlicher
- Heyligen, Jos (* 1947), belgischer Fußballspieler und -trainer
- Heyligenstaedt, Louis (1842–1910), deutscher Unternehmer und Politiker (NLP), MdR
- Heyliger, Dilon (* 1989), guyanischer Cricketspieler
- Heyliger, Victor (1919–2006), US-amerikanischer Eishockeyspieler und -trainer
- Heyling, Peter, deutscher Missionar in Äthiopien
- Heylmann, Friedrich Christian (1771–1837), holsteinischer Architekt

### Heym
- Heym, Albert (1808–1878), deutscher evangelischer Pfarrer; Seelsorger der vier letzten preußischen Könige
- Heym, Georg (1887–1912), deutscher Schriftsteller, Vertreter des frühen ExpressionismusGeorg Heym (1887–1912)

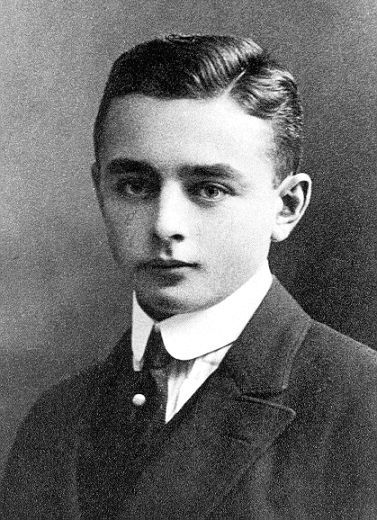
Georg Heym (1887–1912)

- Heym, Guido (1882–1945), deutscher Politiker (SPD, USPD, VKPD), MdR und Journalist
- Heym, Günter (1923–2011), deutscher Jurist
- Heym, Inge (* 1933), deutsche Szenaristin und Drehbuchautorin
- Heym, Karin (* 1943), deutsche Schauspielerin bei Bühne und Fernsehen
- Heym, Karl (1818–1889), deutscher Mathematiker
- Heym, Karl (1902–1981), deutscher Parteifunktionär (SPD, SED), MdV und Kommunalpolitiker
- Heym, Michael (* 1962), deutscher Politiker (CDU), MdL
- Heym, Michael Friedrich Erdmann (1761–1842), deutscher Bürgermeister
- Heym, Oscar (* 1967), deutscher Jurist und Schriftsteller
- Heym, Ralf (* 1958), deutscher Fußballspieler
- Heym, Stefan (1913–2001), deutscher SchriftstellerStefan Heym (1913–2001)
- Heym, Stephen, englischer Richter

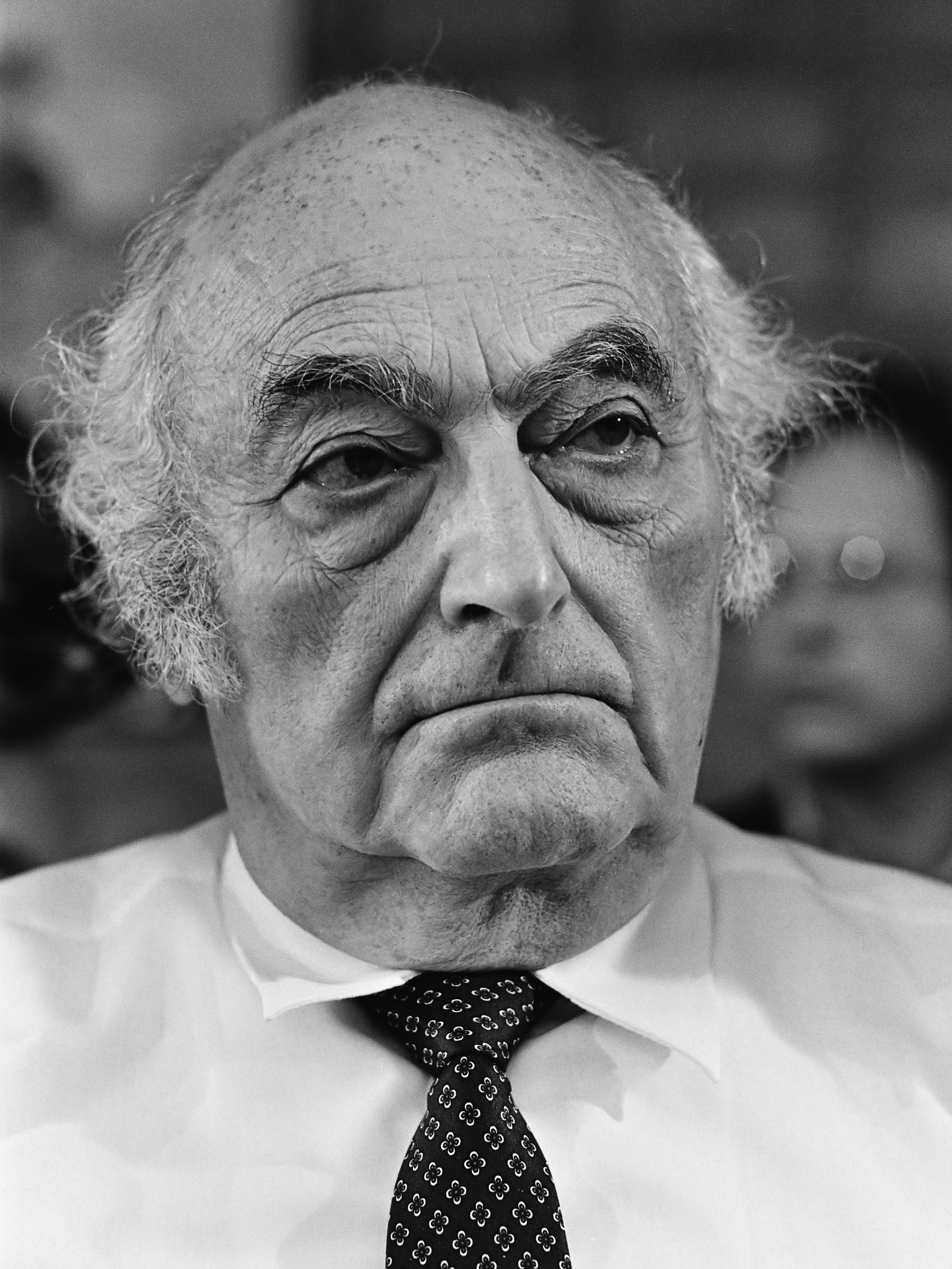
Stefan Heym (1913–2001)

- Heymair, Magdalena, deutsche Pädagogin und lutherische Liederdichterin
- Heyman, Bengt (1883–1942), schwedischer Segler
- Heyman, David (* 1961), britischer Filmproduzent
- Heyman, Edward (1907–1981), US-amerikanischer Songwriter und Musicalautor
- Heyman, Éva (1931–1944), ungarische Tagebuchschreiberin und Holocaustopfer
- Heyman, Günther von (1899–1981), deutscher Mediziner, Rassenhygieniker und NS-Aktivist
- Heyman, Henri (1879–1958), belgischer Politiker
- Heyman, Henry (1855–1924), US-amerikanischer Geiger und Musikpädagoge
- Heyman, Ira Michael (1930–2011), US-amerikanischer Jurist, Hochschullehrer und Universitätspräsident
- Heyman, Jacques (* 1925), britischer Bauingenieur
- Heyman, Julius (1863–1925), deutscher Bankier und Kunstsammler
- Heyman, Michelle (* 1988), australische Fußballspielerin
- Heyman, Norma (* 1940), britische Filmproduzentin
- Heyman, Paul (* 1965), US-amerikanischer Wrestling-Manager, Promoter und TV-KommentatorPaul Heyman (* 1965)

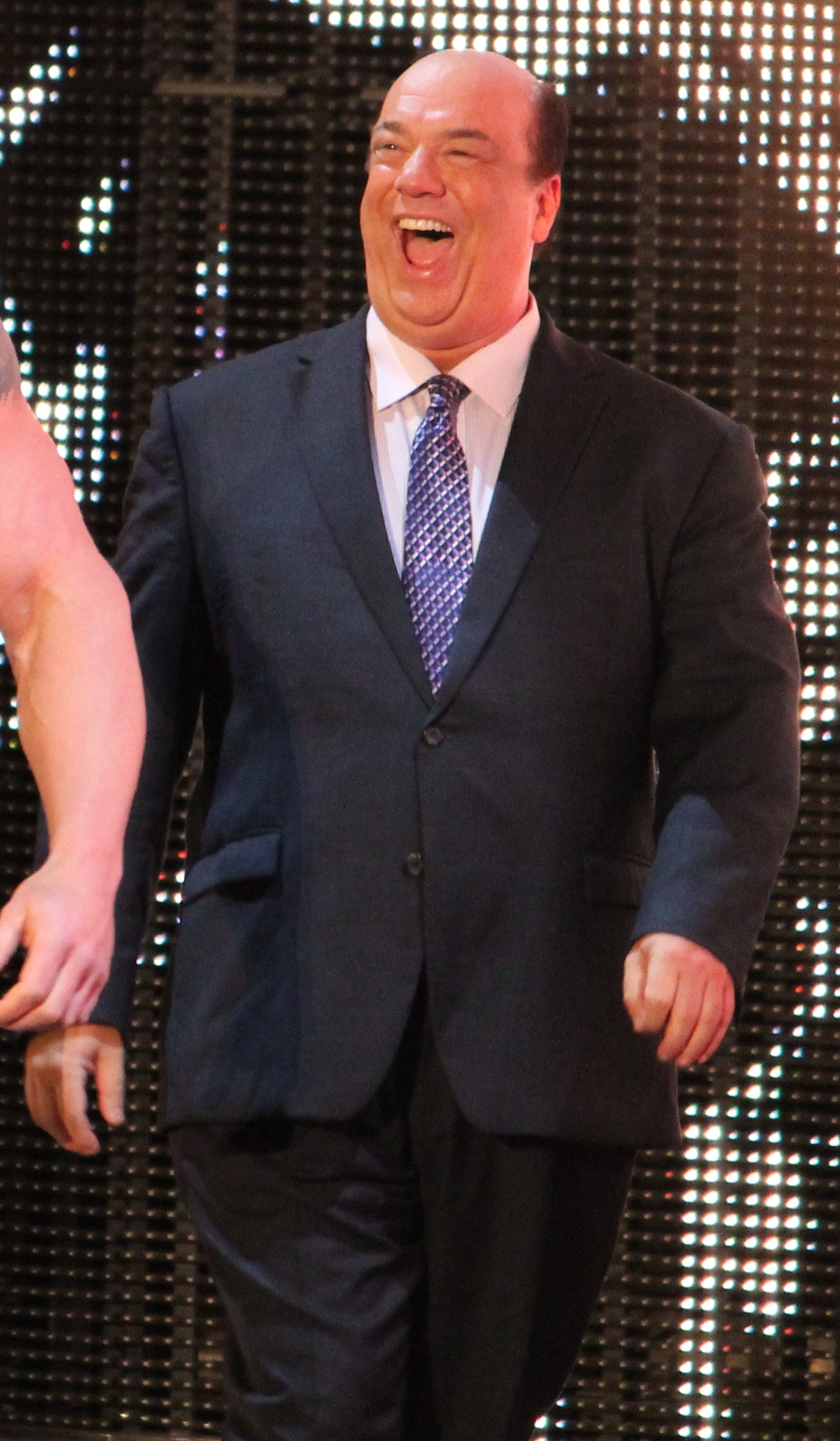
Paul Heyman (* 1965)

- Heymann, Andreas (* 1966), deutscher Biathlet
- Heymann, Annette (* 1967), deutsche Volleyballspielerin
- Heymann, Aribert (1898–1946), deutscher Hockeyspieler
- Heymann, Arnold (1870–1950), österreichischer Architekt
- Heymann, Bernhard (1861–1933), deutscher Chemiker
- Heymann, Berthold (1870–1939), deutscher Politiker (SPD)
- Heymann, Birger (1943–2012), deutscher Musiker und Komponist
- Heymann, Bruno (1871–1943), deutscher Hygieniker und Hochschullehrer
- Heymann, Carl (1793–1862), deutscher Verleger
- Heymann, Carl (1854–1922), deutscher Pianist und Klavierlehrer
- Heymann, Carsten (* 1972), deutscher Biathlet
- Heymann, Dietrich von (1935–2022), deutscher evangelischer Theologe
- Heymann, Emil (1878–1936), deutscher Neurochirurg
- Heymann, Erich (1880–1959), deutscher Verwaltungsjurist, Stadtrat und Oberbürgermeister
- Heymann, Erich (1896–1974), deutscher Kapitän zur See der Kriegsmarine und Leiter der Chiemsee-Yachtschule
- Heymann, Ernst (1870–1946), deutscher Jurist
- Heymann, Friedel (1919–1945), deutscher Leutnant der Artillerie im Zweiten Weltkrieg, Opfer eines Endphaseverbrechens
- Heymann, Friedrich August Thomas von (1740–1801), französischer und preußischer Generalmajor
- Heymann, Friedrich Moritz (1828–1870), deutscher Mediziner und Augenarzt
- Heymann, Fritz (1897–1944), deutscher Schriftsteller und Journalist
- Heymann, Georg (1885–1964), deutscher Jurist
- Heymann, Götz (* 1935), deutscher Szenenbildner und Filmarchitekt
- Heymann, Günther (1917–2014), deutscher Immunologe und Mediziner
- Heymann, Hans Werner (* 1946), deutscher Erziehungswissenschaftler und Hochschullehrer
- Heymann, Helene (1910–1944), deutsche KPD-nahe Widerstandskämpferin im Nationalsozialismus
- Heymann, Helene (* 1917), Richterin am Obersten Gericht der DDR
- Heymann, Helma (* 1937), deutsche Schriftstellerin für Kinder- und Jugendliteratur
- Heymann, Holger (* 1977), deutscher Bankkaufmann und Politiker (SPD), MdL
- Heymann, Hugo (1881–1938), deutscher Jurist, Unternehmer und mutmaßliches NS-Opfer
- Heymann, Imke (* 1973), deutsche Bürgermeisterin
- Heymann, Isaac (1829–1906), niederländischer Chasan
- Heymann, Jakob (* 1987), deutscher Sänger, Liedermacher, Kabarettist und Unterhaltungskünstler
- Heymann, Jenny (1890–1996), deutsche Pädagogin
- Heymann, Karl Gottlob (1825–1905), deutscher konservativer Politiker, MdL (Königreich Sachsen)
- Heymann, Karl-Heinz (* 1948), deutscher Filmregisseur
- Heymann, Klaus (* 1936), deutscher Unternehmer
- Heymann, Lida Gustava (1868–1943), deutsche FrauenrechtlerinLida Gustava Heymann (1868–1943)

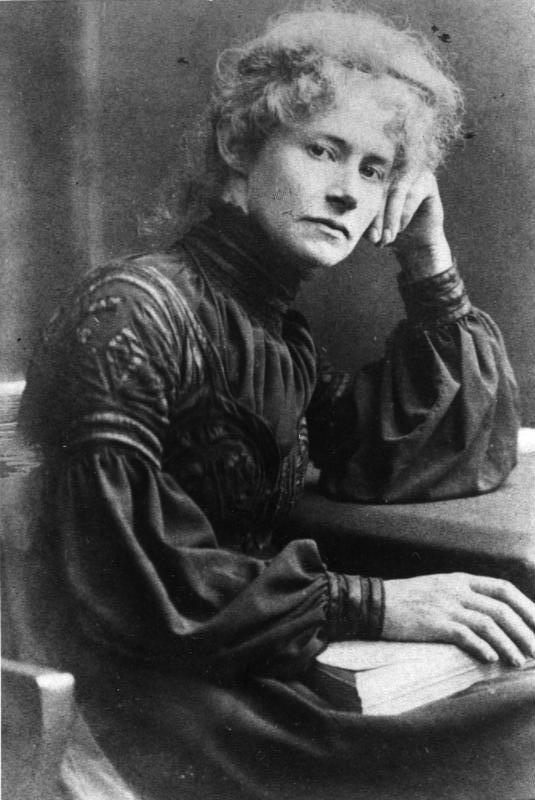
Lida Gustava Heymann (1868–1943)

- Heymann, Margarete (1899–1990), deutsche Keramik-Designerin
- Heymann, Matthias (* 1961), deutscher habilitierter Technik-, Wissenschafts- und Umwelthistoriker
- Heymann, Max (1862–1911), deutsch-englischer Musikdirektor und Dirigent
- Heymann, Mendel (1683–1766), Sofer und Gemeindeschreiber in Dessau, Stammvater der Familie Mendelssohn
- Heymann, Moritz (1870–1937), deutscher Maler, Grafiker und Kunstpädagoge
- Heymann, Philip (1932–2021), US-amerikanischer Jurist
- Heymann, Robert (1879–1946), deutscher Schriftsteller, Filmregisseur und Drehbuchautor
- Heymann, Rudolf (1874–1947), deutscher Jurist
- Heymann, Sabine (* 1951), deutsche Kulturjournalistin, Theaterkritikerin und Übersetzerin
- Heymann, Sebastian (* 1998), deutscher Handballspieler
- Heymann, Stefan (1896–1967), deutscher kommunistischer Widerstandskämpfer, politischer KZ-Häftling, Landtagsabgeordneter und Botschafter
- Heymann, Theodor (1853–1936), deutscher Unternehmer und konservativer Politiker, MdL (Königreich Sachsen)
- Heymann, Tomer (* 1970), israelischer Filmregisseur
- Heymann, Veit (1592–1651), Dresdner Ratsherr und Bürgermeister
- Heymann, Victor (1842–1926), deutscher Jurist
- Heymann, Walter (1882–1915), deutscher Schriftsteller
- Heymann, Werner Richard (1896–1961), deutscher Komponist und DirigentWerner Richard Heymann (1896–1961)

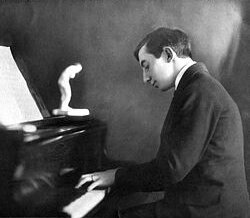
Werner Richard Heymann (1896–1961)

- Heymann-Reder, Dorothea (* 1963), deutsche Übersetzerin und Politikerin (Bündnis 90/Die Grünen), MdL
- Heymans, Adriaan Joseph (1839–1921), belgischer impressionistischer Landschaftsmaler
- Heymans, Bas (* 1960), niederländischer Comiczeichner
- Heymans, Catherine (* 1978), britische Astrophysikerin und Hochschullehrerin
- Heymans, Cédric (* 1978), französischer Rugbyspieler
- Heymans, Corneille (1892–1968), belgischer Pharmakologe und Nobelpreisträger
- Heymans, Cyrille (* 1986), luxemburgischer Radrennfahrer
- Heymans, Émilie (* 1981), kanadische Wasserspringerin
- Heymans, Jean (1904–1945), belgischer römisch-katholischer Geistlicher und Märtyrer
- Heymans, Jean-François (1859–1932), belgischer Pharmakologe
- Heymans, John (* 1998), belgischer Langstreckenläufer
- Heymans, Killiana (* 1997), niederländische Stabhochspringerin
- Heymans, Mannie (* 1971), namibischer Mountainbikerennfahrer und Straßenradrennfahrer
- Heymans, Margriet (1932–2023), niederländische Schriftstellerin und Illustratorin von Kinderbüchern
- Heymans, Mau (* 1961), niederländischer Texter und Zeichner von Disney-Comics
- Heymans, Sascha (* 1978), deutscher Schauspieler
- Heyme, Andreas (* 1993), deutscher Handballspieler
- Heyme, Hansgünther (* 1935), deutscher Theaterregisseur
- Heymel, Alfred Walter (1878–1914), deutscher Schriftsteller und VerlegerAlfred Walter Heymel (1878–1914)

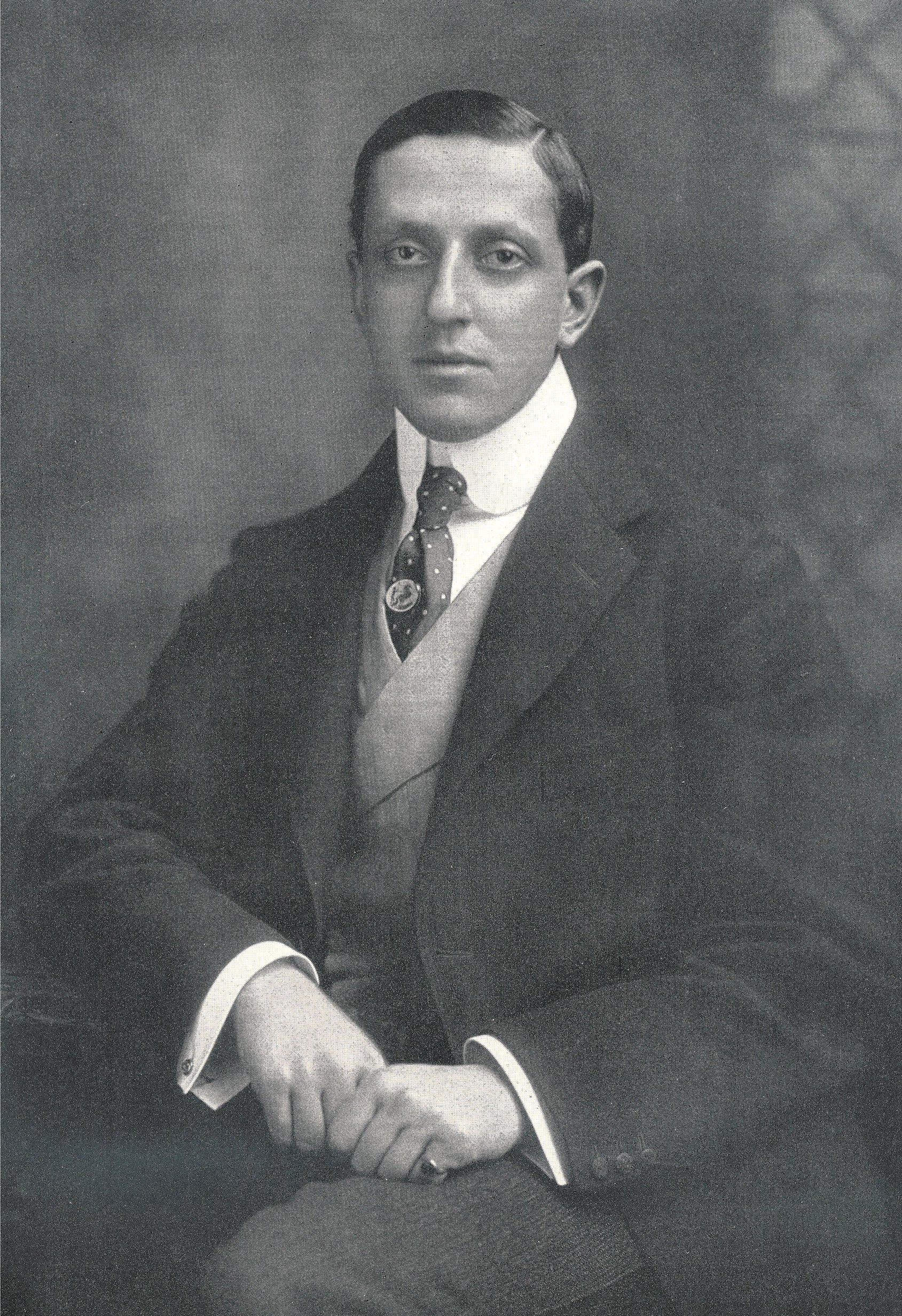
Alfred Walter Heymel (1878–1914)

- Heymel, Edda (* 1951), deutsche Politikerin (SPD), MdL
- Heymel, Michael (* 1953), deutscher evangelischer Theologe, Pfarrer und Sachbuchautor
- Heymer, Renate (* 1941), deutsche Schauspielerin
- Heymerick, Arnold († 1491), deutscher Abbreviator und Domdechant
- Heymericus de Campo († 1460), spätmittelalterlicher Scholastiker
- Heymès, Victor Michel (1859–1932), deutscher katholischer Pfarrer und Politiker (Zentrum)
- Heymons, Richard (1867–1943), deutscher Ökologe, Entomologe und Zoologe
- HeyMoritz (* 2002), deutscher Webvideoproduzent
- Heymüller, Gottlieb (1718–1763), deutscher Bildhauer

### Heyn
- Heyn, Antje (* 1979), deutsche Animationsregisseurin
- Heyn, August (1879–1959), deutscher Reformpädagoge
- Heyn, Bojan (* 1990), deutscher Schauspieler
- Heyn, Christopher, US-amerikanischer Filmschaffender und Buchautor
- Heyn, Emil (1867–1922), deutscher Ingenieur, Metallkundler und Metallograf
- Heyn, Ernst Friedrich (1841–1894), deutscher Landschaftsmaler und Illustrator
- Heyn, Fritz (1849–1928), deutscher Unternehmer und Lokalpolitiker
- Heyn, Immanuel (1859–1918), deutscher Geistlicher und Politiker (FVP), MdR
- Heyn, Iván (1977–2011), argentinischer Politiker
- Heyn, Joachim Christoph (* 1718), deutscher Verwaltungsjurist und Bürgermeister von Greifswald
- Heyn, Karl Friedrich Wilhelm (1789–1869), sächsischer Landwirt und Politiker
- Heyn, Otto (1860–1920), deutscher Jurist (Amtsrichter in Altona) und Währungstheoretiker
- Heyn, Patrick (* 1971), deutscher Schauspieler
- Heyn, Piet Pieterszoon (1577–1629), holländischer FreibeuterPiet Pieterszoon Heyn (1577–1629)

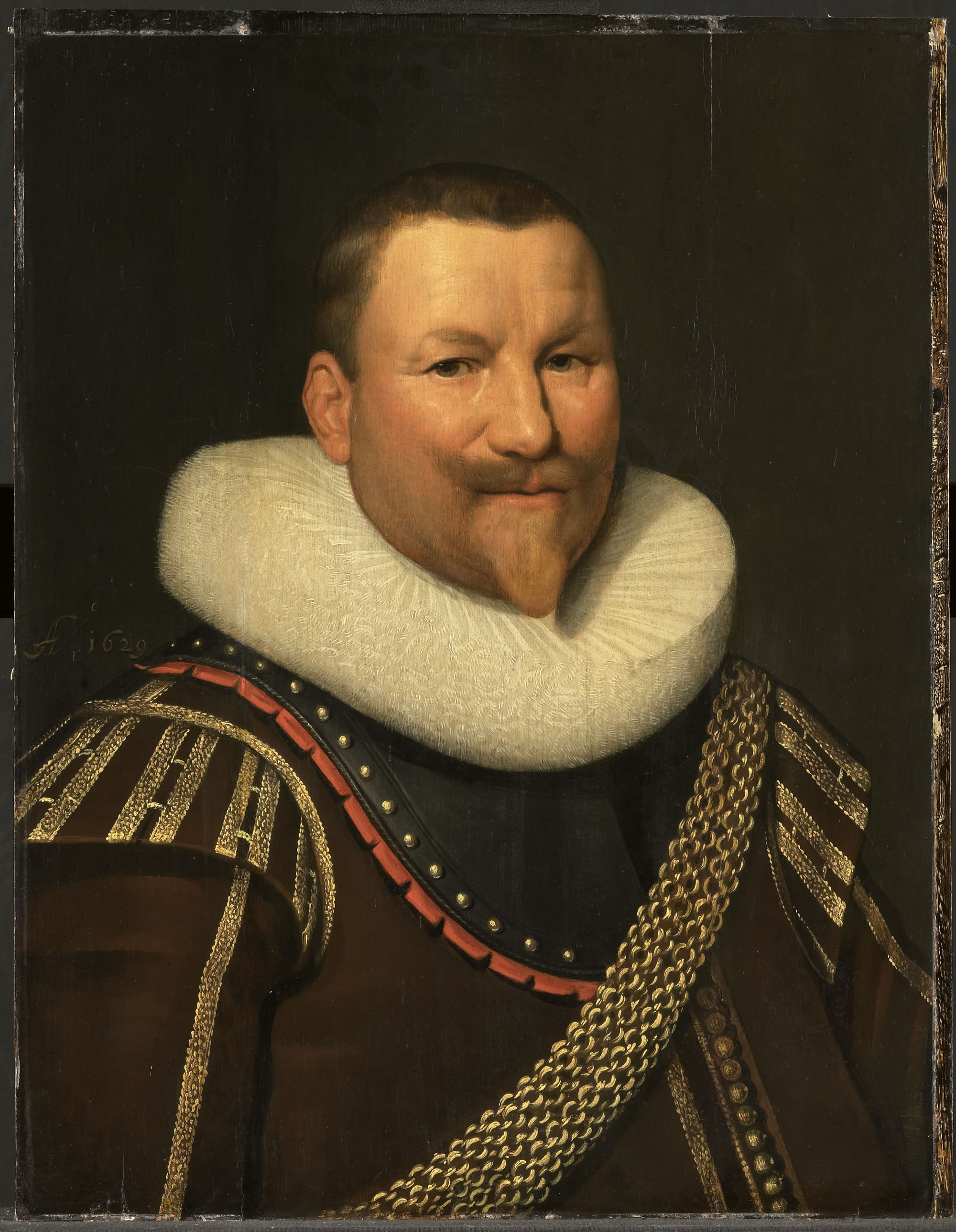
Piet Pieterszoon Heyn (1577–1629)

- Heyn, Rudolf (1835–1916), deutscher Architekt und Hochschullehrer, Rektor der Technischen Hochschule Dresden
- Heyn, Valentin (1805–1837), Mitglied der kurhessischen Ständeversammlung
- Heyn, Volker (* 1938), deutscher Komponist
- Heyn, Walter, deutscher Innenarchitekt
- Heyn, Walter Thomas (* 1953), deutscher Gitarrist, Komponist und Musikproduzent
- Heyn, Willi (1910–1977), deutscher Hindernis- und Langstreckenläufer
- Heyn, Wolfram (1943–2003), deutscher Politiker (SPD), MdL
- Heyna, Max (1903–1992), deutscher Offizier, zuletzt Brigadegeneral
- Heyna, Sascha (* 1975), deutscher Moderator und Journalist
- Heynacher, Ernst (1854–1925), deutscher Reichsgerichtsrat
- Heynatz, Johann Friedrich (1744–1809), deutscher Gelehrter und Schriftsteller
- Heynberg, Désiré (1831–1898), belgischer Geiger, Musikpädagoge und Komponist
- Heynckes, Jupp (* 1945), deutscher Fußballspieler und -trainerJupp Heynckes (* 1945)

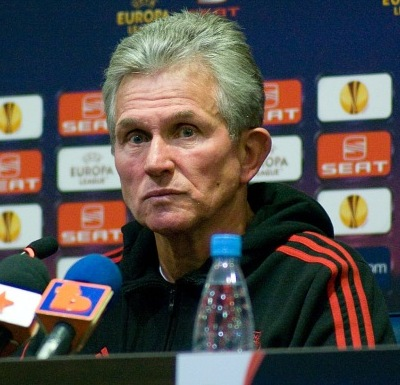
Jupp Heynckes (* 1945)

- Heyne, Alexander (1869–1927), deutscher Buch- und Naturalienhändler und Entomologe
- Heyne, Alfred (1792–1874), deutscher Verwaltungsjurist
- Heyne, Arnfried (1905–1978), deutscher Filmeditor
- Heyne, Arthur (* 1946), deutscher Ruderer
- Heyne, Benjamin (1770–1819), deutscher Missionar, Botaniker und Naturforscher
- Heyne, Bodo (1893–1980), deutscher evangelischer Geistlicher in Bremen
- Heyne, Christian (* 1960), deutscher Filmkomponist
- Heyne, Christian Gottlob (1729–1812), deutscher klassischer Philologe, Begründer der modernen Altertumswissenschaft, Professor für Poesie und Eloquenz in Göttingen
- Heyne, Christian Leberecht (1751–1821), deutscher Schriftsteller
- Heyne, Dirk (* 1957), deutscher Fußballtorhüter und -trainerDirk Heyne (* 1957)

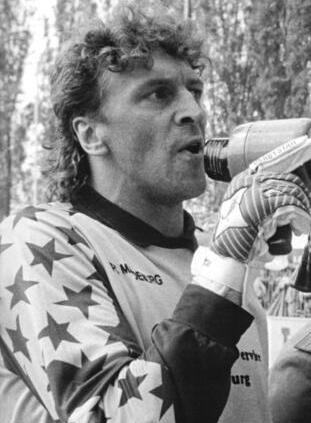
Dirk Heyne (* 1957)

- Heyne, Ernst (1833–1905), deutscher Buch- und Naturalienhändler und Entomologe
- Heyne, Felicitas (* 1966), deutsche Psychologin, Autorin
- Heyne, Franz (1812–1886), deutscher Pädagoge und evangelischer Theologe
- Heyne, Friedrich Adolph (1760–1826), deutscher Privatgelehrter und Botaniker
- Heyne, Hans (1900–1973), deutscher Manager
- Heyne, Hans-Stefan (* 1949), deutscher Offsprecher bei der ARD-Tagesschau
- Heyne, Hans-Walter (1894–1967), deutscher Generalleutnant im Zweiten Weltkrieg
- Heyne, Heinz (1910–1998), deutscher Politiker (unabhängig)
- Heyne, Helmut (1906–2001), deutscher Schauspieler und Synchronsprecher
- Heyne, Hildegard (1878–1964), deutsche Kunsthistorikerin
- Heyne, Inge (* 1929), deutsche FDJ-Funktionärin und Landtagsabgeordnete
- Heyne, Isolde (1931–2009), deutsche Jugendbuchautorin
- Heyne, Jan Peter (1948–2021), deutscher Schauspieler
- Heyne, Johannes (1845–1904), deutscher Kommunalbeamter und Bürgermeister von Görlitz
- Heyne, Jürgen (1938–2023), deutscher Fleischermeister und Verbandsfunktionär
- Heyne, Kristin (1952–2002), deutsche Politikerin (Bündnis 90/Die Grünen), MdHB, MdB
- Heyne, Kurd E. (1906–1961), deutscher Schauspieler, Regisseur, Kabarettist und Autor
- Heyne, Ludwig Heinrich (1878–1914), deutscher Maler
- Heyne, Moritz (1837–1906), deutscher Germanist
- Heyne, Richard (1882–1961), deutscher Politiker (DVP)
- Heyne, Robert Theodor (1815–1848), deutscher Appellationsrat
- Heyne, Rolf (1928–2000), deutscher Verleger
- Heyne, Stefan (* 1965), deutscher Bühnenbildner und Fotograf
- Heyne, Wilhelm (1888–1968), deutscher Verleger
- Heyneck, Edmund (* 1868), deutscher Musiker
- Heyneman, Antonius Friedrich Gottlieb (1751–1804), Orgelbauer
- Heynemann, Bartholomäus, sächsischer Schulmann
- Heynemann, Bernd (* 1954), deutscher Politiker (CDU), MdB und FußballschiedsrichterBernd Heynemann (* 1954)

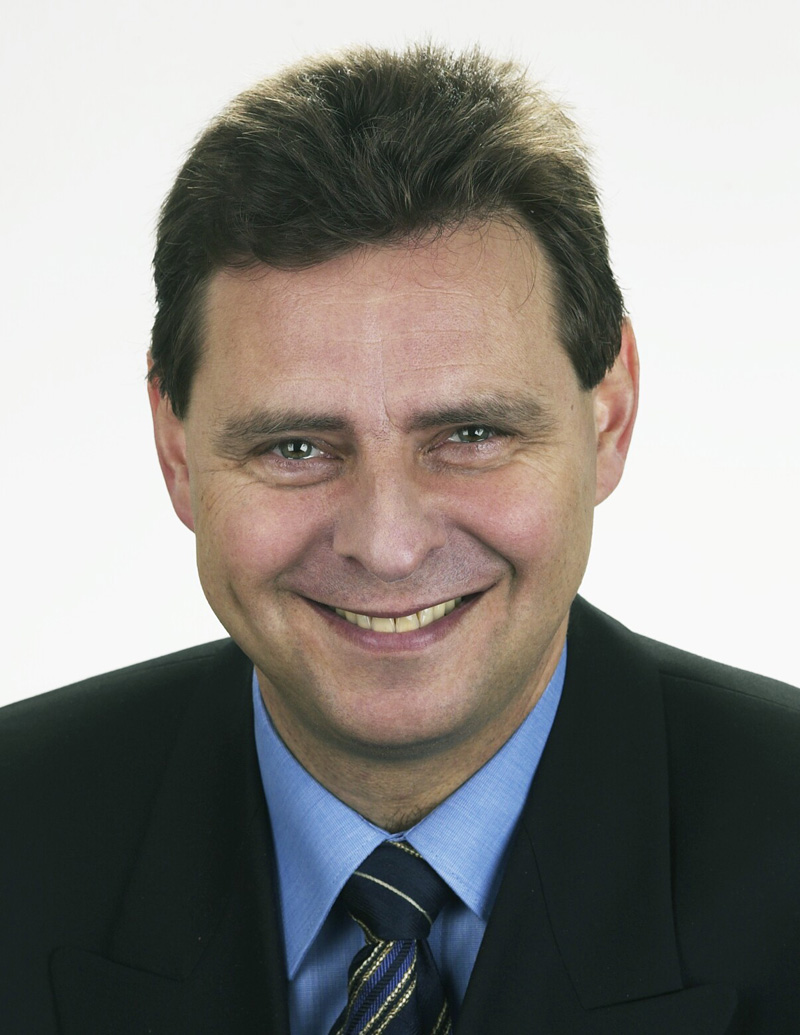
Bernd Heynemann (* 1954)

- Heynemann, Theodor (1878–1951), Gynäkologe
- Heynen, Bryan (* 1997), belgischer Fußballspieler
- Heynen, Emil (1877–1946), deutscher Architekt
- Heynen, Julian (* 1951), deutscher Kunsthistoriker und Kurator
- Heynen, Karl August (1875–1943), Gründer des ersten Reformhauses
- Heynen, Vital (* 1969), belgischer Volleyball-Trainer
- Heynen, Werner (1895–1969), deutscher Betriebswirtschafter
- Heynert, Horst († 2000), deutscher Bioniker und Botaniker
- Heynert, Josef (* 1976), deutscher Schauspieler
- Heynhold, Gustav (1798–1862), deutscher Botaniker
- Heynick, Frank (* 1946), US-amerikanischer Traumforscher und -theoretiker, Psycholinguist und Medizinhistoriker
- Heynicke, Kurt (1891–1985), deutscher Schriftsteller
- Heynig, Felix (1888–1950), deutscher Maler, Zeichner und Exlibriskünstler
- Heynig, Johann Gottlob (1772–1837), deutscher Philosoph, Historiker und Publizist
- Heynig, Tabea (* 1970), deutsche SchauspielerinTabea Heynig (* 1970)

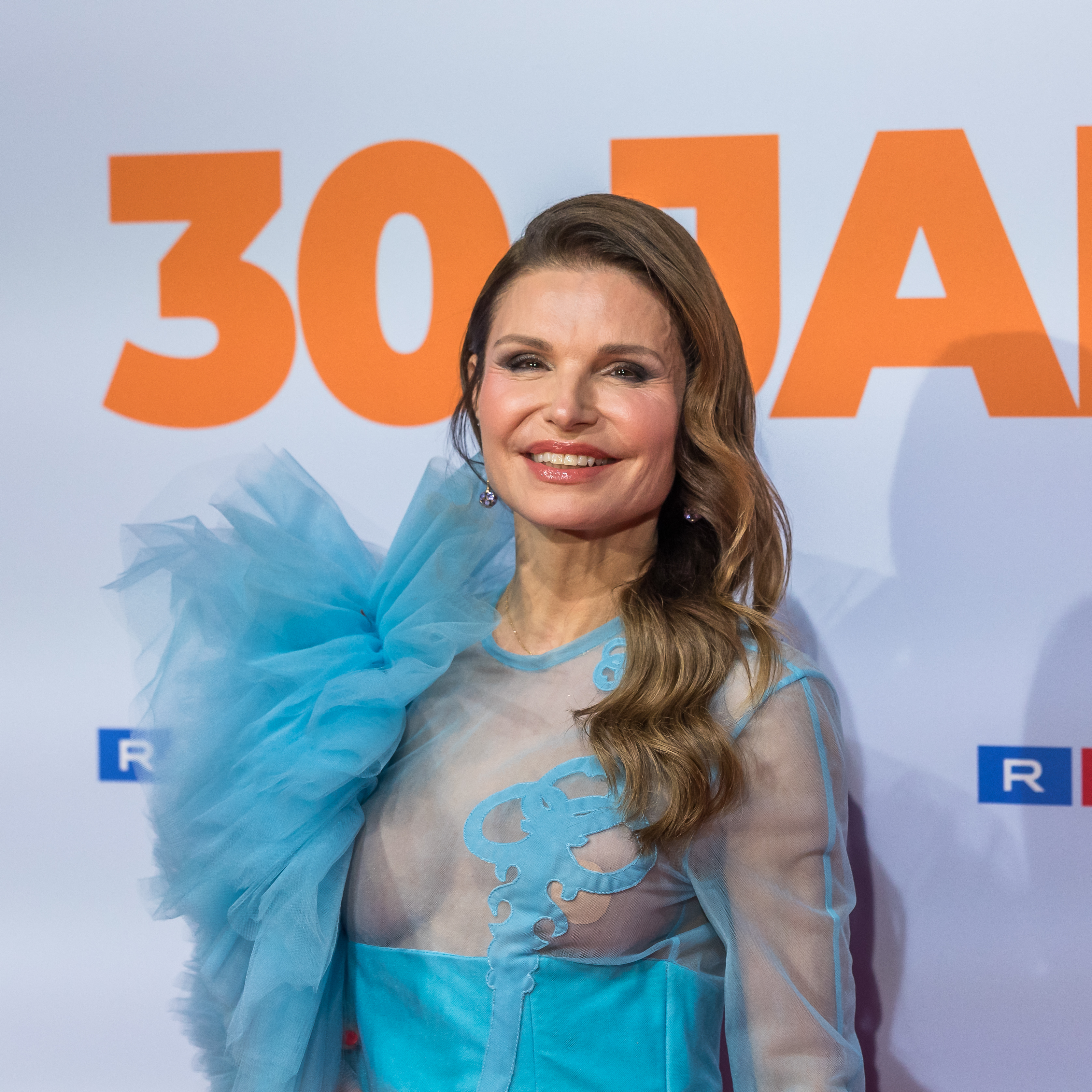
Tabea Heynig (* 1970)

- Heynisch, Friedrich, deutscher Advokat und Politiker, MdL
- Heynisch, Werner (1924–1977), deutscher SED-Funktionär, Präsident der Bauakademie der DDR
- Heynitz, Benno von (1924–2010), deutscher Widerstandskämpfer und Mitbegründer des Bautzen-Komitee e. V. und der Gedenkstätte Bautzen
- Heynitz, Carl Wilhelm Benno von (1738–1801), kursächsischer Berghauptmann und Kurator der Bergakademie Freiberg
- Heynitz, Ernst von (1801–1861), sächsischer Politiker
- Heynitz, Ernst von (1840–1912), sächsischer Rittmeister und Farmbesitzer in Deutsch-Südwestafrika
- Heynitz, Ernst von (1863–1927), preußischer Generalmajor
- Heynitz, Friedrich Anton von (1725–1802), preußischer Politiker und Bergbau-Reformer
- Heynitz, Gottlob Rudolph von (1667–1728), deutscher Festungskommandant
- Heynitz, Werner von (1854–1928), preußischer Generalleutnant
- Heynlin, Johannes (1430–1496), Theologe
- Heyno, Peter de, Lehnsherr von Stenbury, Isle of Wight
- Heynold, Helge (* 1949), deutscher Schauspieler, Regisseur, Rundfunkautor und Hörspielsprecher
- Heynowski, Ronald (* 1959), deutscher Archäologe
- Heynowski, Walter (1927–2024), deutscher Filmregisseur
- Heyns, Christof (1959–2021), südafrikanischer Rechtswissenschaftler und UN-Sonderberichterstatter
- Heyns, Cornelius († 1485), Komponist, Sänger und Kleriker der frühen Renaissance
- Heyns, Harald (1913–2004), deutscher Jurist, SS-Mitglied und verurteilter Kriegsverbrecher
- Heyns, Kurt (1908–2005), deutscher Chemiker
- Heyns, Michiel (* 1943), südafrikanischer Schriftsteller und Übersetzer
- Heyns, Peeter (1537–1598), flämischer Schulmeister, Dichter, Grammatiker und Geograph
- Heyns, Penelope (* 1974), südafrikanische Schwimmerin
- Heyns, Riette (* 1997), südafrikanische Kugelstoßerin und Diskuswerferin
- Heyns, Roger William (1918–1995), US-amerikanischer Psychologe und Manager
- Heynsen-Jahn, Helma (1874–1925), deutsche Porträtmalerin
- Heynsius, Adriaan (1831–1885), niederländischer Mediziner und Biochemiker

### Heyr
- Heyrenbach, Joseph Benedikt (1738–1779), deutscher Jesuit, Historiker und Bibliothekar
- Heyrman, Laura (* 1993), belgische Volleyballspielerin
- Heyrovský, Jaroslav (1890–1967), tschechischer Physikochemiker und Chemienobelpreisträger

### Heys
- Heys, Johann Wilhelm van (1871–1960), deutscher Bauingenieur
- Heys, John Edward (* 1954), US-amerikanischer Schauspieler und Regisseur
- Heysch, Michel (1861–1940), deutsch-französischer Politiker
- Heyse, Christoph, kursächsischer Amtmann
- Heyse, Cornelia (* 1954), deutsche Schauspielerin
- Heyse, Emil (1875–1949), deutscher Schauspieler bei Bühne und Film
- Heyse, Evamaria (1920–1980), deutsche Schauspielerin und Synchronsprecherin
- Heyse, Gerd W. (1930–2020), deutscher Aphoristiker
- Heyse, Günter (* 1925), deutscher Fußballspieler
- Heyse, Gustav (1809–1883), deutscher Lehrer, Numismatiker, Regionalhistoriker und Autographensammler
- Heyse, Hans (1891–1976), deutscher Philosophieprofessor
- Heyse, Hans-Joachim (1929–2013), deutscher Regisseur und Theaterintendant
- Heyse, Johann Christian August (1764–1829), deutscher Lehrer, Grammatiker und Lexikograf
- Heyse, Johann Georg (1778–1833), deutscher Verleger und Buchhändler
- Heyse, Karl Wilhelm Ludwig (1797–1855), deutscher Altphilologe und Sprachwissenschaftler
- Heyse, Morgane (* 1990), deutsch-französische Opernsängerin (Koloratursopran)
- Heyse, Nicolaus-Johannes (* 1974), deutscher Bühnenbildner, Kostümbildner und Grafiker
- Heyse, Paul (1830–1914), deutscher SchriftstellerPaul Heyse (1830–1914)

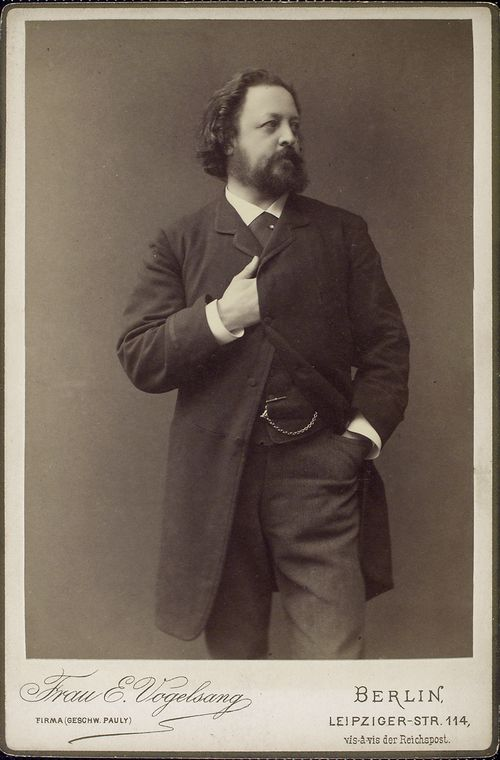
Paul Heyse (1830–1914)

- Heyse, Theodor (1803–1884), deutscher Altphilologe
- Heyse, Walter (1902–1980), deutscher Politiker (NSDAP), MdR und Landrat
- Heysen, Hans (1877–1968), australischer Maler
- Heysen, Nora (1911–2003), australische Malerin
- Heyser, Christian (1776–1839), österreichischer evangelisch-lutherischer Theologe und Dramatiker
- Heyser, Friedrich (1857–1921), deutscher Porträt-, Landschafts- und Historienmaler
- Heyser, Georg Otto (1937–2018), deutscher Dressurreiter und -trainer
- Heyser, Niklas (* 1989), deutscher Biathlet
- Heyser, Wolfgang (* 1942), deutscher Biologe
- Heyß, Maximilian (1808–1867), österreichischer Jurist und Politiker
- Heyst, Ilse van (* 1913), deutsche Schriftstellerin und Übersetzerin
- Heyst, Norbert van (* 1944), deutscher General
- Heyster, Hetty (* 1943), niederländische Bildhauerin
- Heysterbach, Jean, deutscher Ordensgeistlicher, Dominikaner und Weihbischof in Augsburg

### Heyt
- Heytesbury, William, englischer Mathematiker, Philosoph und Theologe
- Heythausen, Stefan (* 1981), deutscher Eisschnellläufer
- Heyting, Arend (1898–1980), niederländischer Mathematiker

### Heyw
- Heywang, Walter (1923–2010), deutscher Physiker
- Heyward, Cameron (* 1989), US-amerikanischer American-Football-SpielerCameron Heyward (* 1989)

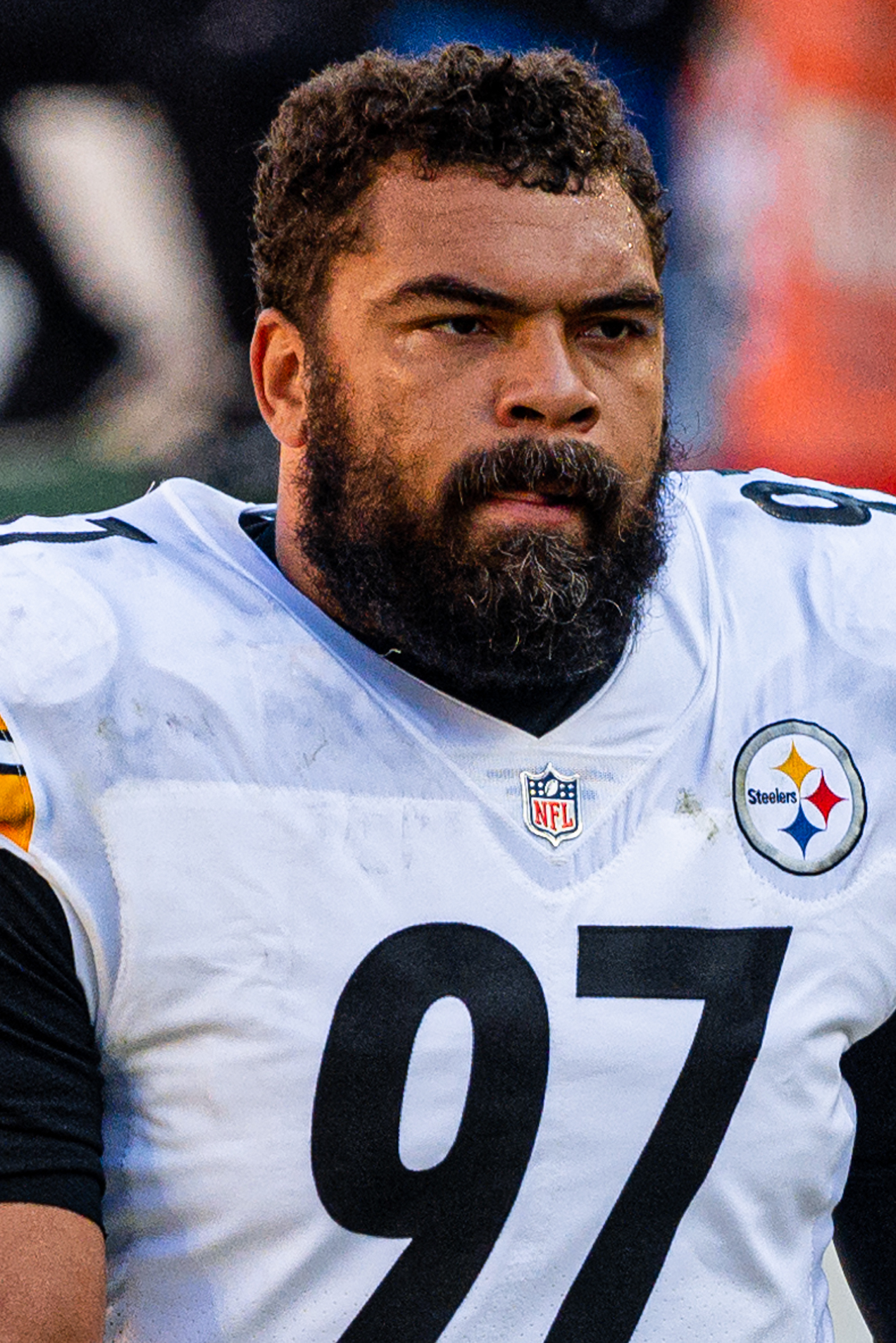
Cameron Heyward (* 1989)

- Heyward, Carter (* 1945), US-amerikanische Theologin und Pfarrerin
- Heyward, Dorothy (1890–1961), amerikanische Dramatikerin
- Heyward, DuBose (1885–1940), US-amerikanischer Schriftsteller
- Heyward, Duncan Clinch (1864–1943), Gouverneur von South Carolina
- Heyward, Jake (* 1999), britischer Leichtathlet
- Heyward, Jason (* 1989), US-amerikanischer Baseballspieler
- Heyward, Nick (* 1961), englischer Musiker
- Heyward, Thomas junior (1746–1809), US-amerikanischer Jurist, der als Vertreter South Carolinas die Unabhängigkeitserklärung der USA unterzeichnete
- Heywood, Anne (1932–2023), britische Schauspielerin
- Heywood, Charles (1839–1915), Befehlshaber des amerikanischen Marine Corps
- Heywood, Eddie (1915–1989), US-amerikanischer Jazz-Pianist
- Heywood, Jean (1921–2019), britische Schauspielerin
- Heywood, John, englischer Dramatiker
- Heywood, Leon (1952–2014), australischer Snookerspieler
- Heywood, Pat (1931–2024), britische Schauspielerin
- Heywood, Peter (1772–1831), britischer MarineoffizierPeter Heywood (1772–1831)

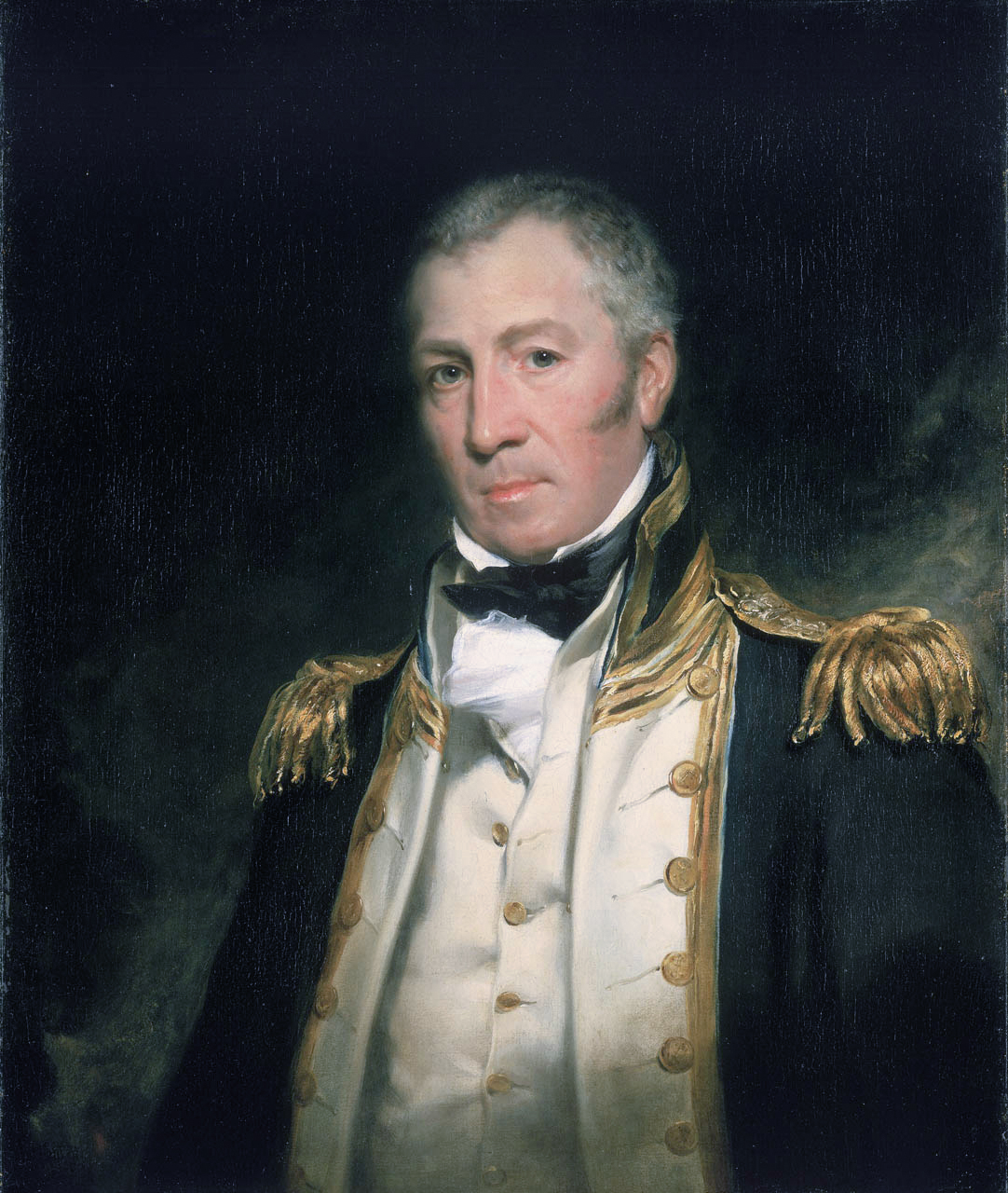
Peter Heywood (1772–1831)

- Heywood, Stephen (1969–2006), US-amerikanischer Bauunternehmer und autodidaktischer Architekt
- Heywood, Thomas († 1641), englischer Schauspieler und Dramatiker
- Heywood, Vernon (1927–2022), britischer Biologe und Botaniker
- Heyworth, Geoffrey (1894–1974), britischer Manager
- Heyworth, Lawrence Jr. (1921–2003), US-amerikanischer Offizier, Konteradmiral der US-Navy
- Heyworth, Stephen John, britischer Altphilologe

### Heyz
- Heyzer, Noeleen (* 1948), singapurische UN-Diplomatin